# KDU-ČSL
KDU-ČSL (zkratka	KDU-ČSL, do roku 2019 oficiálně Křesťanská a demokratická unie – Československá strana lidová), též lidovci, je česká středová až středopravicová křesťanskodemokratická konzervativní politická strana. Jedná se o jednu z nejstarších českých politických stran, vznikla v lednu roku 1919 sloučením několika katolických stran, do roku 1992 nesla jméno Československá strana lidová.
Její preference se v polistopadové historii dlouhodobě pohybovaly v rozmezí 6–9 %, ve volbách do PSP ČR v roce 2010 však strana těsně nepřekročila hranici 5 % hlasů, a proto v Poslanecké sněmovně nebyla zastoupena až do předčasných voleb v roce 2013, kdy se jí jako první straně vypadlé ze sněmovny od roku 1989 podařil návrat. Po odchodu části nespokojených členů do TOP 09 prošla strana generační obměnou a postupně posiluje své zastoupení, především v Senátu. Z parlamentních stran je stranou s nejvyšším počtem získaných mandátů v komunální politice.
Strana disponuje poměrně rozsáhlým majetkem a širokou členskou základnou, soustředěnou z větší části na Moravě. Na venkově je její pozice obecně silnější než ve městech. Pozice strany ve středu politické scény i vnitřní názorová pluralita jí dává široký koaliční potenciál, což se projevuje na jedné straně téměř nepřetržitou účastí ve vládě a schopností prosadit vlastní program, na druhé straně trvalým vnitrostranickým tříbením názorů. Strana vychází z křesťanských hodnot (pravdomluvnost, nedotknutelnost soukromého majetku, pomoc potřebným) a principu subsidiarity. Hlavní témata jsou podpora tradiční rodiny, kvalitního školství, venkova, drobných (rodinných) podniků a uspokojivé životní podmínky.[zdroj?]
Existence strany byla v minulosti dvakrát přerušena: poprvé v letech 1938–1945, kdy vůbec neexistovala, (byla však hlavním členem exilové vlády v Londýně), podruhé v letech 1948–1989, kdy existovala ve formě tzv. „obrozené“ strany lidové začleněné v Národní frontě. „Obrozená strana“ trpěla zvláštní dichotomií: měla komunisty vnucené prokomunistické vedení a poslance, kteří plně podporovali komunistickou politiku, a antikomunistickou členskou základnu, kterážto opakovaně využívala stranický aparát k podpoře akcí směřovaných proti cílům komunistické vlády, čemuž se prokomunističtí funkcionáři (často marně) pokoušeli zabránit. V téže době existovalo v exilu několik skupin, které se hlásily k dědictví ČSL, ovšem jejich programová rozdílnost a osobní spory jim bránily ve spolupráci.

## Charakteristika strany
KDU-ČSL se hlásí k ideologii sociálně tržního hospodářství. Největší skupina voličů se historicky rekrutovala mezi katolickým obyvatelstvem venkova a malých měst, v posledních deseti letech však došlo k výraznému posunu v orientaci strany. Stranu začali volit i lidé nekonfesně a nenábožensky orientovaní pro její podporu rodiny a politiky středního stavu a pro její proevropskou politiku.[zdroj?] Za její baštu lze do roku 2010 považovat střední a jižní Moravu, naproti tomu vyloženě marginální jsou její pozice v severních Čechách. Po volbách v roce 2013 dochází k nárůstu voličů v Čechách.

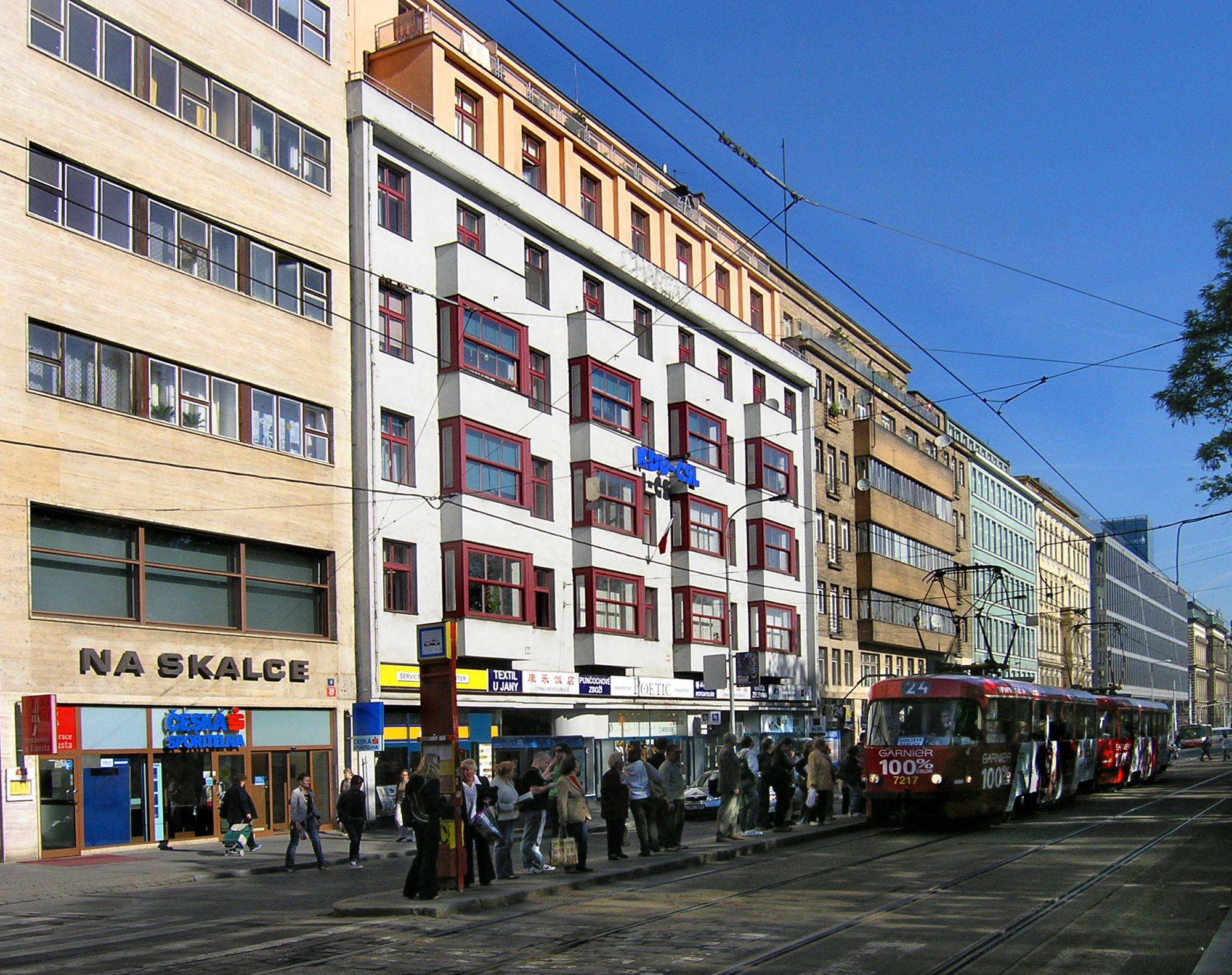
Palác Charitas, sídlo KDU-ČSL na Karlově náměstí v Praze

Strana za své priority považuje integraci do Evropské unie, podporu rodiny, kvalitního školství, venkova, zemědělství a drobných živnostníků, prosazování křesťanských hodnot a péči o životní prostředí.[zdroj?] V minulosti někteří členové strany vystupovali proti interrupcím, většina těchto politiků však dnes již není činná. Strana také vystupovala proti dekriminalizaci drog, legalizaci eutanazie a registrovanému partnerství homosexuálů.
Ve straně se dají rozpoznat dva proudy, konzervativní s těžištěm na Moravě (dříve zvaný pro zjednodušení nepřesně historickým označením strany - "lidovci") a modernější liberálnější, se zázemím zejména v Čechách (pro zjednodušení zvaný nepřesně křesťanští demokraté). Za hlavního reprezentanta konzervativnějšího křídla je dnes považován senátor a bývalý zlínský hejtman Jiří Čunek a někteří další senátoři, reprezentantem liberálnějšího, pragmatického křídla strany je předseda strany Marek Výborný, první místopředseda strany Pavel Bělobrádek, někdejší předseda strany Marian Jurečka, jihomoravský hejtman Jan Grolich a další členové dnešního vedení strany. Vyloženě liberální pozice pak zastávají někteří pražští politici, například bývalý ministr kultury Daniel Herman a poslanec a tlumočník Hayato Okamura.
Mládežnickou organizací strany jsou Mladí lidovci.

## Historie strany

### Československá strana lidová (1919–1992)
Československá strana lidová vznikla v lednu 1919 sloučením vícero katolických stran. První roky se strana soustředila na své ukotvení v politické scéně a oponování protikatolickému tlaku socialistů a liberálů. Úspěšně se jí podařilo oddalovat projednávání většiny rozhodujících zákonů v této oblasti až do období, kdy hnutí „Pryč od Říma!“ ztratilo na síle a strana se stala nepostradatelnou součástí vládních sil, což nakonec přispělo ke krachu pokusů o zavedení odluky církve od státu a k dohodnutí oboustranně přijatelných kompromisů mezi katolickou církví a státem v oblasti školství, manželství a podobně. Strana se již od svých počátků vyznačovala určitým napětím mezi slabším českým a silnějším moravským křídlem, které přetrvalo dodnes.
Mezi světovými válkami strana zaměřila svoji politiku na katolíky a otázky spojené s katolickou církví (o hlasy katolických rolníků a přízeň katolických hierarchů přitom vedla permanentní a tvrdý boj s agrárníky). Snažila se zahrnout všechny vrstvy obyvatel, což jí ovšem v mnoha ohledech komplikovalo život v časech, kdy se řešily otázky významné pro některou třídu. Zejména drasticky pocítila tento problém při řešení pozemkové reformy, kdy se proti sobě postavily zájmy katolické církve a katolických rolníků. Na druhé straně díky svému širokému koaličnímu potenciálu a nepostradatelnosti dosahovala při prosazování svého programu úspěchů, které zdaleka neodpovídaly jejím volebním výsledkům.

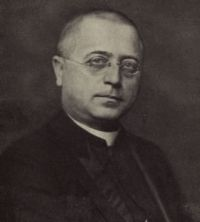
Jan Šrámek, první předseda ČSL

V roce 1938 se strana spojila přes odpor moravského křídla a Jana Šrámka s ostatními pravicovými subjekty ve Stranu národní jednoty: Šrámek sice prosadil v Ústředním výboru ČSL a poslaneckých i senátorských klubech odmítnutí projektu Strany národní jednoty, ale Stašek se poté dohodl na účasti svého českého křídla ve SNJ a Šrámek, aby zabránil rozštěpení strany, nakonec musel ustoupit. Během let 1940–1945 byla strana osobou Jana Šrámka zastoupena v Londýnské exilové vládě, kde vykonával funkci předsedy vlády.
V roce 1945 byla ČSL jednou z obnovených politických stran, přičemž byla mezi nimi jedinou českou nesocialistickou stranou. V souvislosti s tím její vedení doufalo ve vítězství ve volbách 1946, strana měla dle jeho mínění převzít prakticky všechny voliče agrárníků (z tohoto důvodu se více než dříve v kampani soustředila na zemědělskou politiku) a některých dalších, nicméně volby skončily neúspěchem. ČSL získala v českých zemích pouze 20 % hlasů – proti 40 % hlasů KSČ. ČSL se stala členkou vlády Národní fronty, kde se snažila spolupracovat s ostatními stranami a tlumit ty nejradikálnější výstřelky. Tato snaha společně s nutností alespoň částečně spolupracovat s KSČ však ve straně vyvolala silné pnutí mezi tzv. „starým křídlem“ Šrámka a „mladým křídlem“, které vyžadovalo a praktikovalo ostře protikomunistický kurs. Jeho nejradikálnějšími exponenty a zároveň vůdci byli dr. Adolf Procházka a jeho manželka Helena Koželuhová, Pavel Tigrid a Felix Uhl.
V únoru 1948 se strana přes výhrady svého předsedy připojila k demisi demokratických ministrů. ČSL tehdy zahájila svou poslední bitvu o sama sebe, když na poslední chvíli vyloučila některé prokomunistické exponenty, zejména pak Josefa Plojhara a Aloise Petra, nicméně prokomunistické křídlo ovládlo za pomoci komunistických bojůvek násilím mnoho sekretariátů strany a stranu zcela ovládlo. Vedení strany, v čele s předsedou Šrámkem a tajemníkem Hálou, rezignovalo na další boj a pokusilo se stejně jako mnoho dalších členů uprchnout do zahraničí, povedlo se to však jen některým. Dva nejvyšší představitelé strany – Jan Šrámek a František Hála byli dopadeni a zbytek svého života strávili v internaci. Celkově uprchlo za hranice 11 ze 46 poslanců ČSL (a stovky dalších členů včetně například Heleny Koželuhové), 21 jich bylo dříve či později uvězněno (z toho 4 umučeni nebo popraveni – Stanislav Broj, Rostislav Sochorec, Jan Plesl, Alois Janáček) a sedm odešlo do ústraní. Pouze čtyři s novým režimem plně spolupracovali a zcela se vyhnuli represím. Dva členové ČSL (Bedřich Hostička a Jiří Křížek) byli odsouzeni k mnohaletým trestům v procesu se skupinou Milady Horákové. V následujících letech stranu ovládlo a vedlo prokomunistické křídlo vedené Aloisem Petrem a exkomunikovaným knězem Josefem Plojharem.
V roce 1968 sice bylo vedení ČSL odvoláno a krátce se jevila možnost, že se podaří stranu od vlády komunistů oprostit, ale srpnová invaze zastavila a eradikovala změny přinesené pražským jarem a navrátila ČSL do vlivu komunistů. Žádný z poslanců ČSL však nehlasoval proti smlouvě o pobytu sovětských vojsk v Československu.
V letech 1948–1989 tak strana existovala jako součást Národní fronty. Existence strany – spolu s dalšími malými stranami, z nichž nejvýznamnější byla Československá strana socialistická – měla vzbuzovat dojem, že na politické scéně v ČSSR působí více autonomních stran. Vedení ČSL existovalo a bylo voleno podle přání KSČ a podle ní také řídilo svoji politiku, která rozhodně neodpovídala přání členské základny strany.[zdroj?] Přesto mnoho členů ve straně zůstalo, vyjadřujíce tak svým členstvím protest proti komunistickému režimu.[zdroj?] Mezi fakticky protikomunistickým členstvem a prokomunistickým vedením často docházelo ke konfliktům a řadoví členové často využívali stranický aparát k akcím, které byly v rozporu s přáním režimu, navzdory snahám prokomunistického vedení to zakázat, pro což se stávali předmětem represí. Členové ČSL se tak podíleli na přípravě a organizaci velkých katolických vystoupení proti komunismu, zejména Národní poutě na Velehradě v roce 1985 a petice Augustina Navrátila. Od roku 1985 se protikomunisticky smýšlející členové a funkcionáři profilovali v tzv. Obrodném proudu, který postupně nabíral sílu a koncem roku 1989 převzal vedení strany. Do čela strany vynesl Josefa Bartončíka a vrátil stranu k její původní politice a ideologii. Velice rychle došlo k rozšíření stranické členské základny, když se do strany hlásili noví příznivci i staří členové vyloučení starým prokomunistickým vedením. Jestliže na podzim 1989 měla strana 40 tisíc členů, v březnu to již bylo necelých 90 tisíc.

### Vznik KDU-ČSL a éra Josefa Luxe (1990–1999)

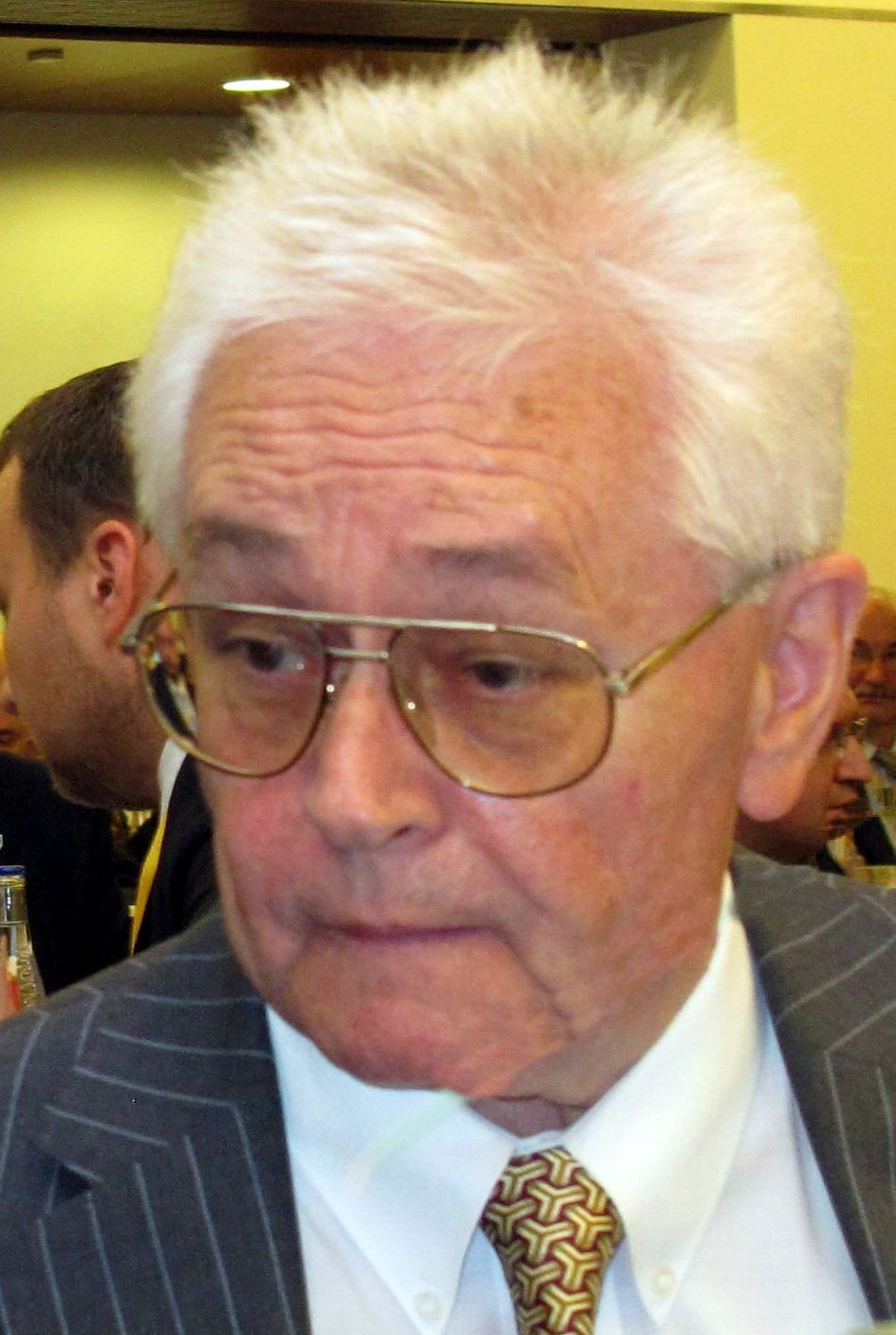
Josef Bartončík, portrét z roku 2013

Na začátku roku 1990 strana využívala svůj stávající organizační aparát a těžila z morálního kreditu protikomunistického křesťanského odporu. Díky těmto faktorům měla pod vedením Josefa Bartončíka značné politické ambice, které však současně vyvolávaly antipatie vůči ČSL i vůči křesťanství. Tento rozpor se výrazně projevil u první návštěvy papeže Jana Pavla II. v postkomunistickém Československu, která byla pojata monumentálním triumfalistickým způsobem.[zdroj?]
Volby v červnu 1990 straně přinesly zklamání nejen kvůli relativně malému volebnímu zisku, ale zejména kvůli aféře, která se rozpoutala, když Jan Ruml oznámil v předvolebním moratoriu, že Josef Bartončík byl spolupracovníkem StB, což později Ústřední volební komise posoudila jako hrubé porušení volebního zákona. Strana na to reagovala nejdříve nedůvěrou v obvinění a protesty proti hrubému porušení volebního zákona, posléze ale reagovala volbou nového vedení strany v čele s Josefem Luxem a začlenila do svých stanov lustrační prvky, které mají další podobné skandály znemožnit. V roce 1990 se též završil příliv nových členů do řad strany, od té doby začal doposud trvající úbytek členstva (viz tabulku).

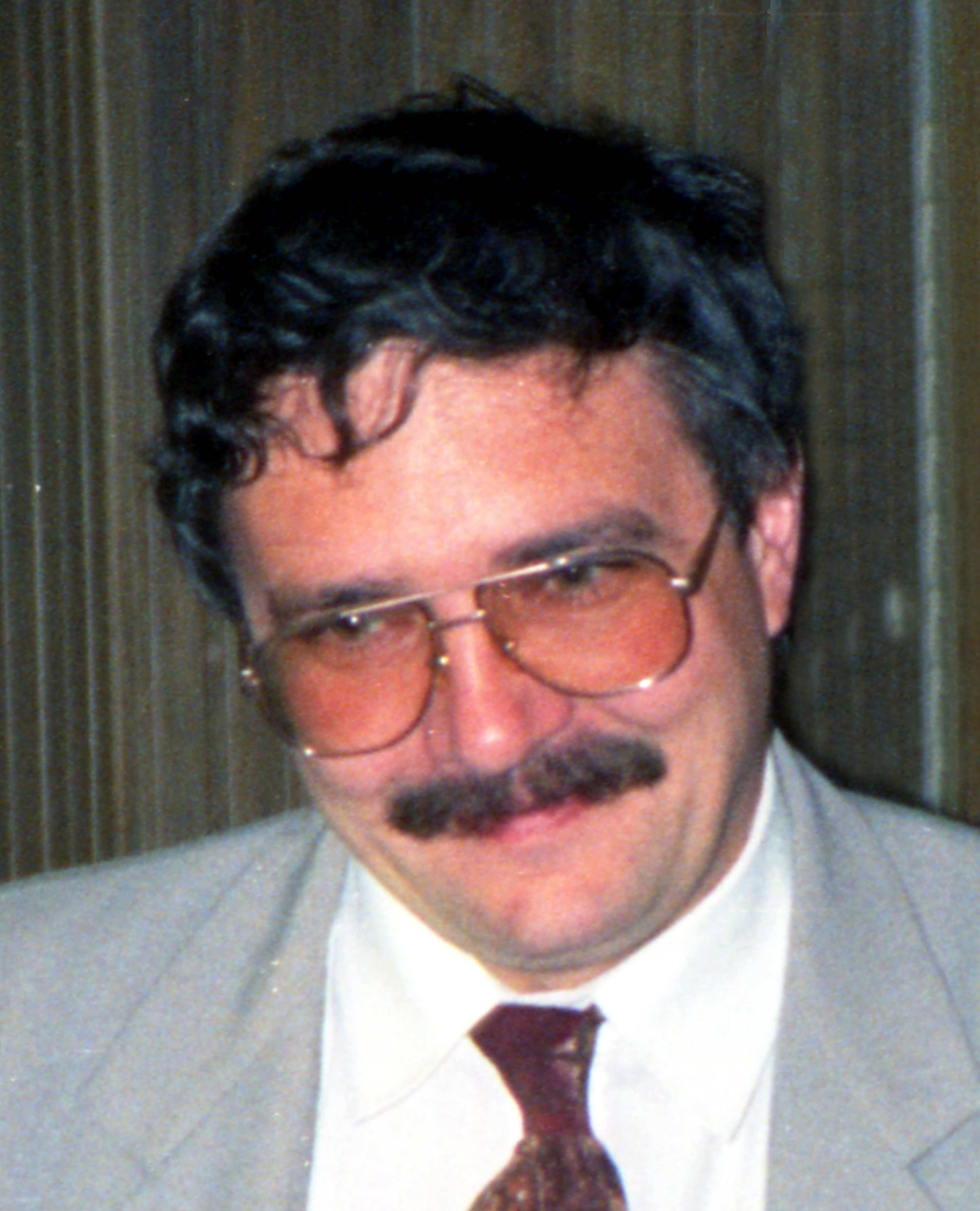
Josef Lux, předseda KDU-ČSL v letech 1990–1998

Josef Lux se stal zatím nejvýraznějším a nejschopnějším předsedou lidovců v polistopadové éře. V roce 1992 se ČSL přejmenovala na KDU-ČSL (zkratka KDU byla původně používána pro společnou koalici ČSL a KDS). V následujících letech si udržovala značný vliv na politiku, který po většinu času překračoval její volební preference (zhruba 8 %). Byla členem všech vlád Václava Klause. V roce 1992 po sjezdu v Jihlavě a parlamentních volbách stranu opustila frakce asi 60 členů kolem bývalého předsedy Bartončíka z důvodu nesouhlasu s převážně pravicovou linií strany. Založili Křesťanskosociální unii (KSU), která se ovšem významněji na politické scéně neprosadila.
V roce 1997 strana své spojenectví s ODS ukončila v reakci na skandály okolo jejího financování a vládu opustila. Po krátkém pobytu v Tošovského úřednické vládě následoval pobyt v opozici v době trvání tzv. Opoziční smlouvy mezi ČSSD a ODS. Na toto převzetí moci dvěma nejsilnějšími stranami reagovali lidovci vytvořením Čtyřkoalice, jejíž byli nejvýznamnější součástí. Krom křesťanských demokratů se na činnosti této koalice podílely další menší středopravicové strany, Unie Svobody, Občanská demokratická aliance a Demokratická unie). Hned na počátku existence Čtyřkoalice však rezignoval zamýšlený lídr uskupení Josef Lux, u něhož se objevila těžká leukemie. Nečekaný odchod schopného a dominantního předsedy s obrovskou autoritou stranou značně otřásl, neboť na něj nebyla připravena. Otázka „kdo Luxe nahradí“ byla navíc zpočátku komplikována dodatečnou otázkou, zda se nebude moci vrátit (ta se stala bezpředmětnou, když Josef Lux 21. listopadu 1999 zemřel).

### Období Čtyřkoalice (1999–2002)

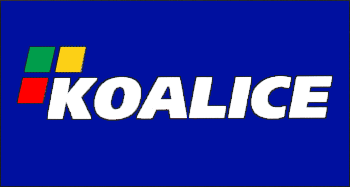
Logo Čtyřkoalice, jejímž členem byla KDU-ČSL v letech 1998–2002

Novým předsedou strany byl zvolen Jan Kasal. Čtyřkoalice zaznamenala úspěch při senátních volbách v letech 1998 a 2000 i při krajských volbách roku 2000. Před volbami do Poslanecké sněmovny roku 2002 dokonce některé průzkumy předpovídaly Čtyřkoalici vítězství. Lídrem Čtyřkoalice a zároveň předsedou KDU-ČSL byl od roku 2001 Cyril Svoboda. Před volbami však uskupení zasáhl skandál s financováním ODA, která následně koalici opustila, do voleb už šla někdejší Čtyřkoalice fakticky jako dvoukoalice KDU-ČSL a spojené US-DEU). Výraznější úspěch se nedostavil, Koalice získala 14,2 %, KDU-ČSL se nakonec stala jedinou stanou, která na ní vydělala, když lidovečtí voliči při volbách pomocí preferenčních hlasů zásadně zasáhli do kandidátek v neprospěch US-DEU. Po volbách koalice KDU-ČSL a US-DEU zanikla.

### Kalouskova a Čunkova éra (2002–2009)

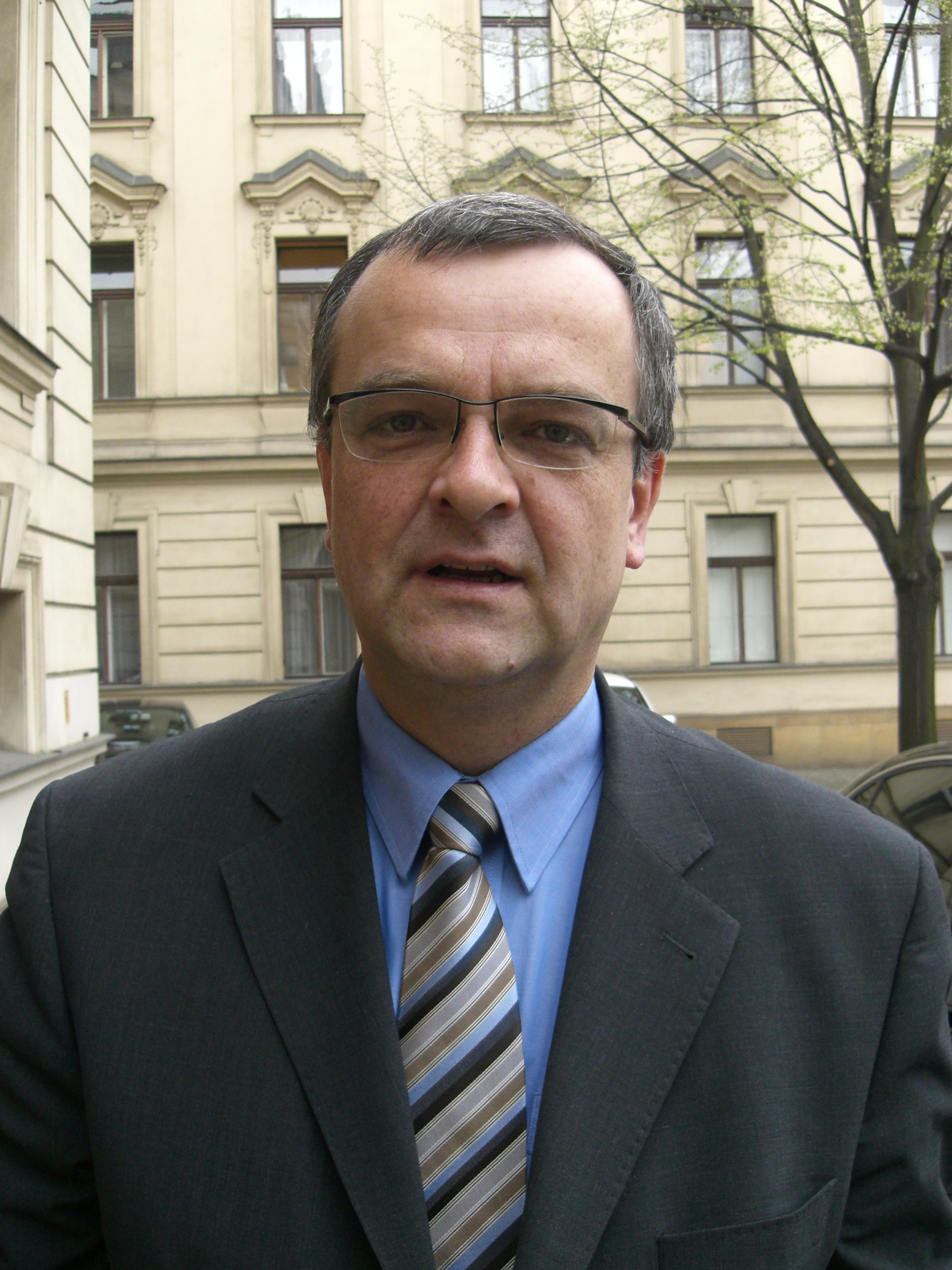
Miroslav Kalousek, předseda strany v letech 2003–2006

V červenci 2002 se strana stala koaličním partnerem ČSSD a US-DEU, s nimiž postupně sestavila vlády s premiéry Špidlou, Grossem a Paroubkem. Roku 2003 strana zvolila novým předsedou poslance Miroslava Kalouska. Vládu Stanislava Grosse svrhla v roce 2005 demise lidoveckých ministrů, vyvolaná nevyjasněnými finančními poměry rodiny Grossových. Za vlády Jiřího Paroubka došlo k ostrým konfliktům mezi KDU-ČSL a ČSSD, neboť socialisté prohlasovali v Parlamentu s KSČM proti vůli svých koaličních partnerů několik klíčových zákonů a novel, především pak novely zákoníku práce a zákona o církvích.

V parlamentních volbách v roce 2006 KDU-ČSL získala 7,2 %. Po volbách vyjednávala o vytvoření vlády se zelenými a občanskými demokraty, ta by ale nezískala důvěru Sněmovny (vládní strany měly 100 poslanců, stejně jako opozice ČSSD a KSČM, nastal tedy pat). V srpnu 2006 zahájil předseda strany Miroslav Kalousek jednání o vládní koalici s ČSSD, kterou by tolerovali komunisté, což jej stálo předsednické křeslo, neboť strana takovouto možnost striktně odmítla, a Kalousek 25. srpna 2006 rezignoval na pozici předsedy KDU-ČSL. Kalouskovo vyjednávání o tomto vládním projektu pravděpodobně nebylo myšleno vážně a mělo pouze zabránit ve vyjednávání o vzniku velké koalice ODS a ČSSD. 9. prosince 2006 byl předsedou KDU-ČSL zvolen dosavadní starosta Vsetína, senátor Jiří Čunek. Následně KDU-ČSL vytvořila koaliční vládu s ODS a Stranou zelených, které se podařilo získat důvěru díky poslancům ČSSD, Pohankovi a Melčákovi. Ministry druhé Topolánkovy vlády za KDU-ČSL se stali Jiří Čunek, Václav Jehlička (po krátkém působení Heleny Třeštíkové), Miroslav Kalousek, Vlasta Parkanová a Cyril Svoboda (nahradil Jiřího Čunka v lednu 2009 a dalším ministrem KDU-ČSL se stal Pavel Svoboda).

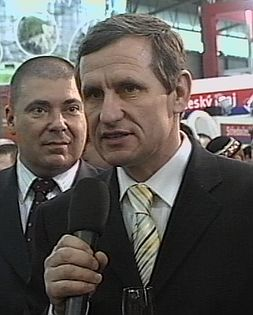
Jiří Čunek, předseda v letech 2006–2009

Koaliční vládnutí s občanskými demokraty a zelenými se ukázalo jako problematické, neboť ekonomické reformy a tlak ODS vedl vládu k opatřením, která se jen těžko srovnávala s jejím programem (zejména pokud jde o jeden z jeho klíčových bodů, kterým je podpora rodin s dětmi), několik poslanců ODS v čele s Vlastimilem Tlustým se postavilo proti vládnímu návrhu církevních restitucí a strana měla zásadní potíže i s některými body Julínkovy zdravotnické reformy (především v oblasti privatizace nemocnic, úpravy interrupcí a poplatků u lékaře). Mimo to stranu sužovaly skandály tvořící se především okolo rodinných financí a afér předsedy Čunka. Problematická účast ve vládě a skandály čelních politiků KDU-ČSL se v roce 2008 odrazily ve volbách do krajských zastupitelstev, ve kterých si oproti minulým strana pohoršila, a souběžných volbách do senátu, kdy neuspěl žádný její kandidát.
Ve straně mělo v tomto období relativně silnou pozici moravské konzervativní křídlo, které v čele s Jiřím Karasem opakovaně předkládalo zákony zaměřené proti interrupcím, ovšem podpora pro tyto zákony byla mezi poslanci ostatních stran minimální, nehledě na to, že tyto snahy odmítali i někteří lidovci, kteří argumentovali, že podobné zbytečné a předem neúspěšné snahy omezují voličský potenciál strany a neodpovídají postojům jiných evropských křesťansko-demokratických stran. Po roce 2006 a zejména po roce 2010 toto křídlo sláblo.

### Po pádu Topolánkovy vlády (2009–2010)

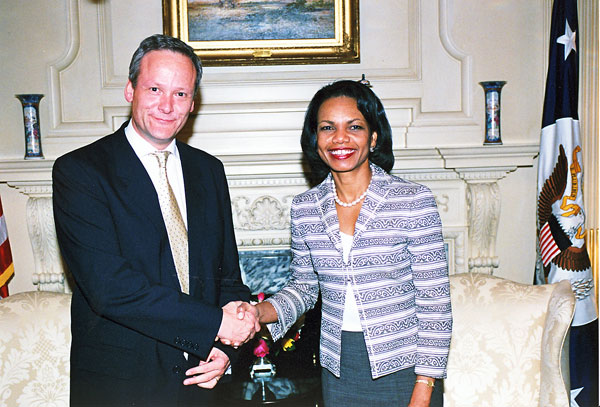
Předseda strany v letech 2008–2010 Cyril Svoboda a ministryně zahraničí USA Condoleezza Rice

Po pádu Topolánkovy vlády na jaře 2009 KDU-ČSL, jejímž staronovým předsedou se stal Cyril Svoboda, odmítla jmenovat své zástupce do „přechodné úřednické vlády“ premiéra Fischera. Stranu v této době opustila skupina vlivných poslanců (Miroslav Kalousek, Jan Husák, Ladislav Šustr, Vlasta Parkanová, Pavel Severa), z nichž někteří poté spojili svůj osud s nově vznikající stranou TOP 09. Následoval je však pouze omezený počet členů, naopak následoval návrat některých členů, kteří předtím ze strany vystoupili či měli pozastavené členství.
Pod vedením Cyrila Svobody strana ohlásila ústup od pravicové politiky prosazované právě poslancem Kalouskem a jeho spojenci. Před předpokládanými předčasnými volbami, které se nakonec neuskutečnily, protože je zrušil Ústavní soud, uzavřela KDU-ČSL dohodu s EDS Jany Hybáškové a uvolnila pro členy a registrované příznivce EDS místa na svých kandidátkách, byť především hledání místa pro samotnou Janu Hybáškovou bylo problematické a vyvolalo ostré spory. Někteří příznivci a členové KDU-ČSL vyjádřili se spojenectvím nesouhlas s odkazem na názory Hybáškové v oblasti interrupcí a dalších klíčových otázkách hodnot, nicméně vedení strany argumentovalo, že se Hybášková spolu s ostatními kandidáty své strany zavázala v otázkách ochrany života hlasovat v souladu s postojem KDU-ČSL.
V říjnu 2009 se po odchodů 3 senátorů (Ludmila Müllerová, Adolf Jílek, Václav Jehlička) dočasně rozpadl politický klub strany v Senátu PČR, aby byl opět obnoven po doplnění nových lidoveckých senátorů ve volbách na podzim 2010.

### Období strávené mimo Poslaneckou sněmovnu (2010–2013)
Volby do Poslanecké sněmovny Parlamentu České republiky v roce 2010 dopadly pro KDU-ČSL katastrofálně, strana nezískala ani jeden mandát a poprvé v dějinách samostatné České republiky ztratila zastoupení v dolní komoře parlamentu. Hlasy křesťanským demokratům přebrala především nově vzniklá TOP 09 Karla Schwarzenberga a Miroslava Kalouska.[zdroj?] Ještě 29. května 2010 Cyril Svoboda na tiskové konferenci oznámil, že rezignuje na post předsedy strany.
Následně stranu dočasně vedla Michaela Šojdrová, která se musela potýkat zejména s výpadkem financí ze státního rozpočtu. Po relativně úspěšných podzimních volbách 2010 (straně se podařilo obnovit senátní klub a zbrzdit pokles vlivu v komunální politice) se konal sjezd ve Žďáru nad Sázavou, kde byl novým předsedou zvolen Pavel Bělobrádek. Pod jeho vedením došlo ke kompletní výměně řídících orgánů strany, do čela se dostali v drtivé většině mladí lidé pod 40 let. Strana se pokoušela formovat svůj nový politický kurz a posunula se blíže k pravicovým pozicím.
V říjnu 2012 dosáhla KDU-ČSL uspokojivého výsledku v krajských volbách a souběžně konaných senátních volbách, když se ziskem necelých 10 % hlasů (včetně volebních koalic) obsadila čtvrté místo a obhájila dosavadní počet mandátů, do senátu byli za lidovce zvoleni Jiří Čunek a nezávislý Zdeněk Brož, uspěl také společný kandidát Libor Michálek. Ve vedení kraje zasedli zástupci strany v Jihomoravském kraji a v rámci Koalice pro Pardubický kraj také v Pardubickém kraji.

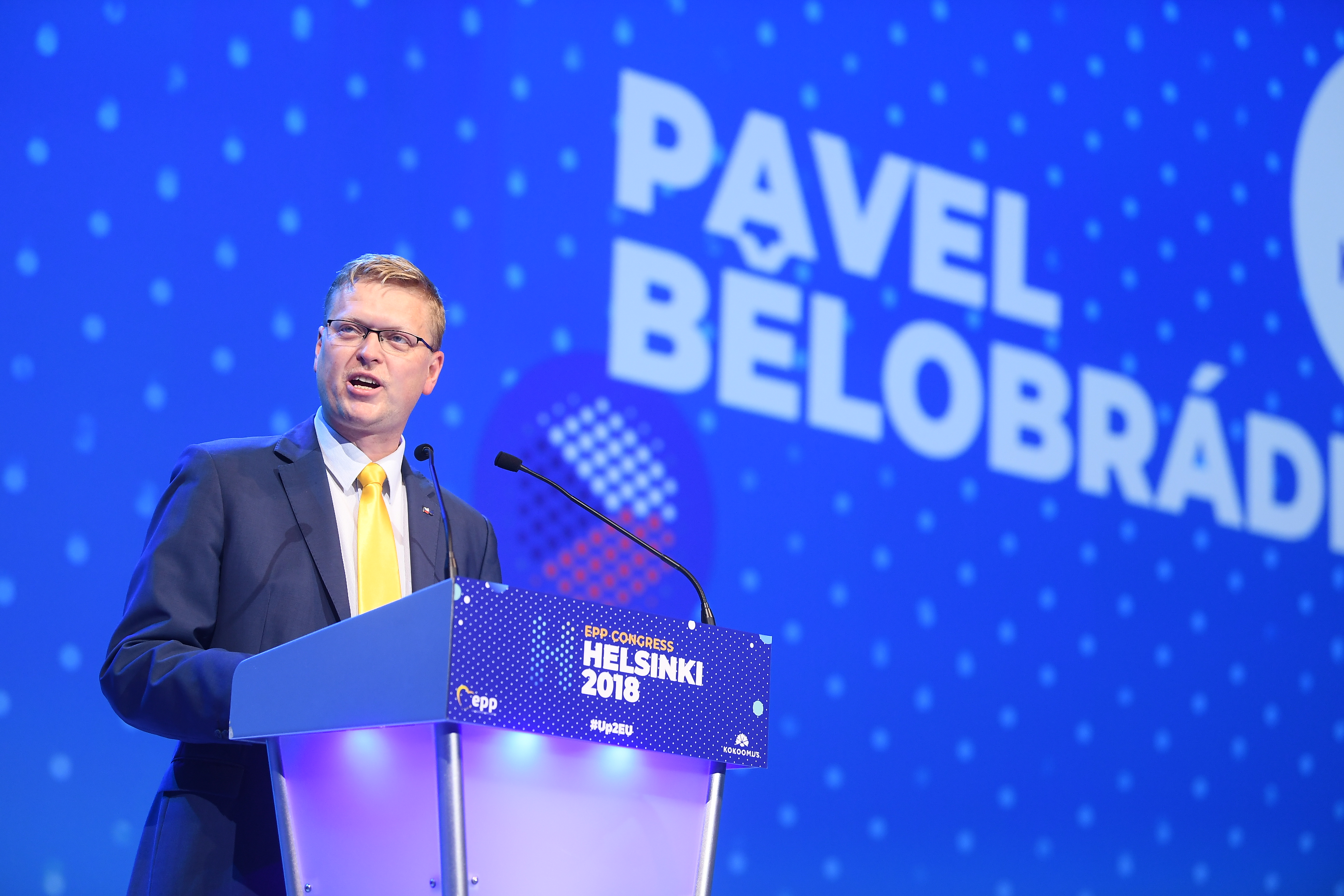
Pavel Bělobrádek, předseda strany v letech 2010–2018

Na začátku prosince 2012 se uskutečnil stranický sjezd, během nějž byly přepracovány stranické stanovy. Nově byl vytvořen statut příznivce strany, regiony budou zastoupeny v celostátních orgánech také podle volebních výsledků a strana by se měla více otevřít nečlenům církví, aby byl patrný její nekonfesijní charakter. Za cílovou voličskou skupinu byly označeny rodiny s dětmi, střední třída, neziskové organizace a starší generace. Těsnou většinou nebyla schválena změna slova Československá v názvu strany na Česká.

### Návrat do poslaneckých lavic a do vlády (2013–2017)
Během prvních přímých prezidentských voleb strana postavila vlastní kandidátku, bývalou ministryni zdravotnictví Zuzanu Roithovou. Ve druhém kole strana podporovala Karla Schwarzenberga.
Následně strana zaměřila pozornost na sněmovní volby. Výdaje na volby dosáhly výše 40 milionů korun, největším sponzorem byl developer Luděk Sekyra. Ve sněmovních volbách v říjnu 2013 strana s rezervou překonala pětiprocentní hranici a stala se tak historicky první stranou, která se vrátila do sněmovny poté, co z ní vypadla. Po úspěšných volbách se stala součástí vládní koalice s ČSSD a hnutím ANO, v níž jí připadla tři ministerská křesla, ministrem zemědělství se stal Marian Jurečka, ministrem kultury Daniel Herman a vicepremiérem a ministrem pro vědu a výzkum předseda strany Pavel Bělobrádek.
Evropské volby znamenaly pro stranu historický úspěch. Podařilo se jí získat tři mandáty, zčásti díky celkově nízké účasti a disciplinovanosti vlastních voličů. Nově zvolenými europoslanci se stali Pavel Svoboda, Michaela Šojdrová a Tomáš Zdechovský. Ve všech případech se jednalo o nově zvolené europoslance, kteří nikdy předtím v Evropském parlamentu nezasedli. Pavel Svoboda byl navíc vzápětí zvolen předsedou právního výboru EP (JURI), čímž se stal nejvýše postavených Čechem v Evropském parlamentu.
Vládní angažmá strany bylo úspěšné, činnost jejích ministrů byla hodnocena vesměs kladně. Rovněž strana se stabilizovala a začala být atraktivní i pro jiné skupiny obyvatel než doposud. Opozicí vedení strany se stal Jiří Čunek, předsedu Bělobrádka však ve volbách neporazil.

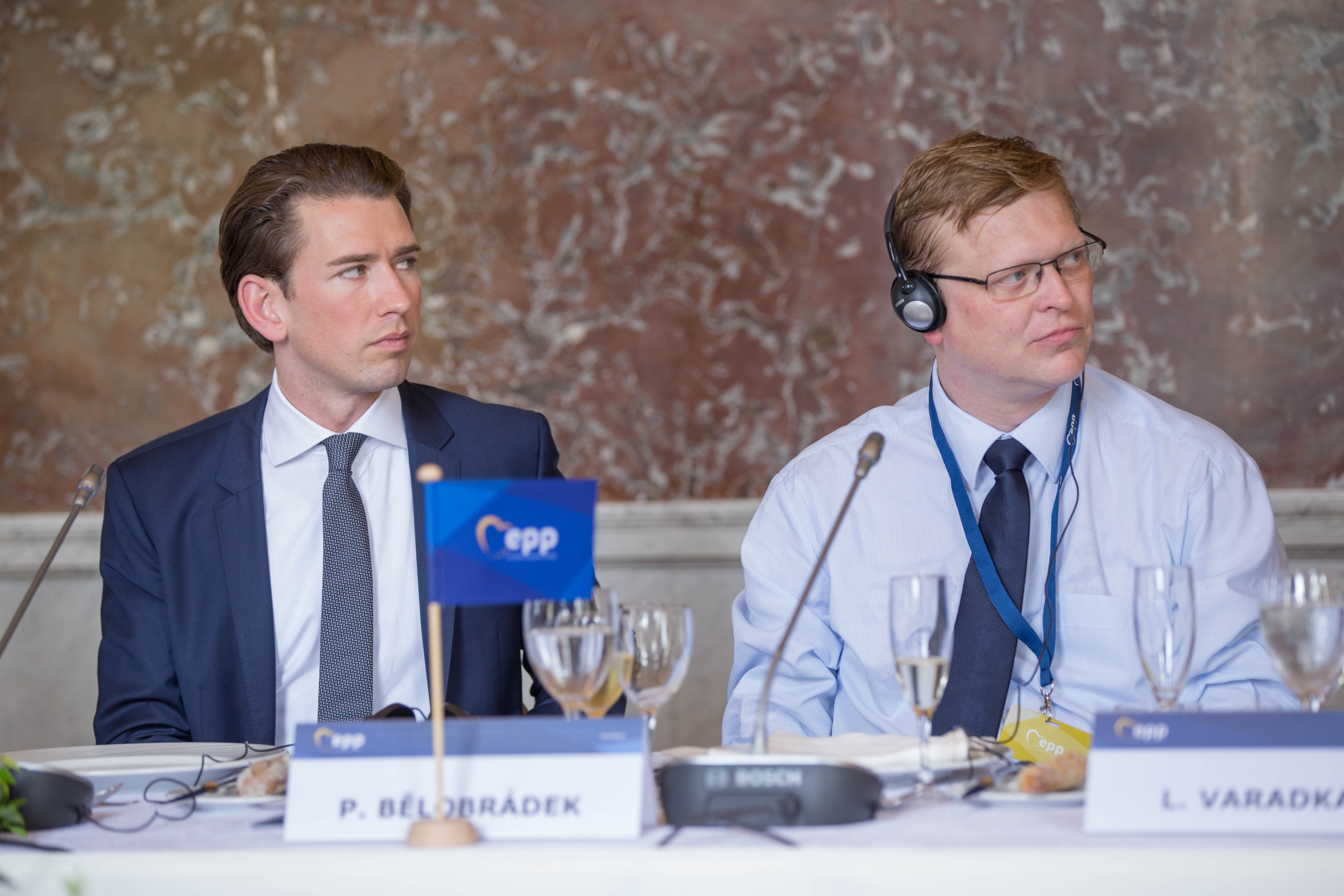
Tehdejší předseda českých lidovců Bělobrádek a rakouský kancléř a předseda rakouských lidovců Sebastian Kurz

Když se po krajských volbách v roce 2016 Starostové a nezávislí rozhodli zrušit spolupráci s TOP 09, začala jednání o možné spolupráci Starostů s KDU-ČSL. V květnu 2017 byla založena koalice s názvem Lidovci a Starostové. Jelikož šlo o koalici, ve volbách by byla pro vstup do sněmovny povinná desetiprocentní hranice. Kvůli nepříznivým průzkumům (koalice by podle většiny průzkumů nutnou desetiprocentní hranici nepřesáhla) nakonec lidovci nabídli Starostům místo koalice vstup na lidovecké kandidátky. To Starostové odmítli a rozhodli se kandidovat samostatně. Koncem července 2017 se tak tato koalice rozpadla.

### Od roku 2017
Ačkoli si vedení KDU-ČSL od voleb do Poslanecké sněmovny 2017, kde nakonec lidovci kandidovali samostatně, slibovalo výsledek mezi 6–8 procenty, nakonec strana v parlamentních volbách získala 5,80 procent. Heslem strany bylo "Zodpovědně". Na následné celostátní konferenci obhájilo vedení strany svá křesla, strana se rovněž rozhodla odejít do opozice.
Na sjezdu KDU-ČSL v březnu 2019 byl novým předsedou zvolen Marek Výborný. Sjezd rovněž odsouhlasil oficiální změnu názvu strany, kterým je dosavadní zkratka KDU-ČSL.
Ve volbách do Evropského parlamentu v květnu 2019 strana přišla o jeden mandát.

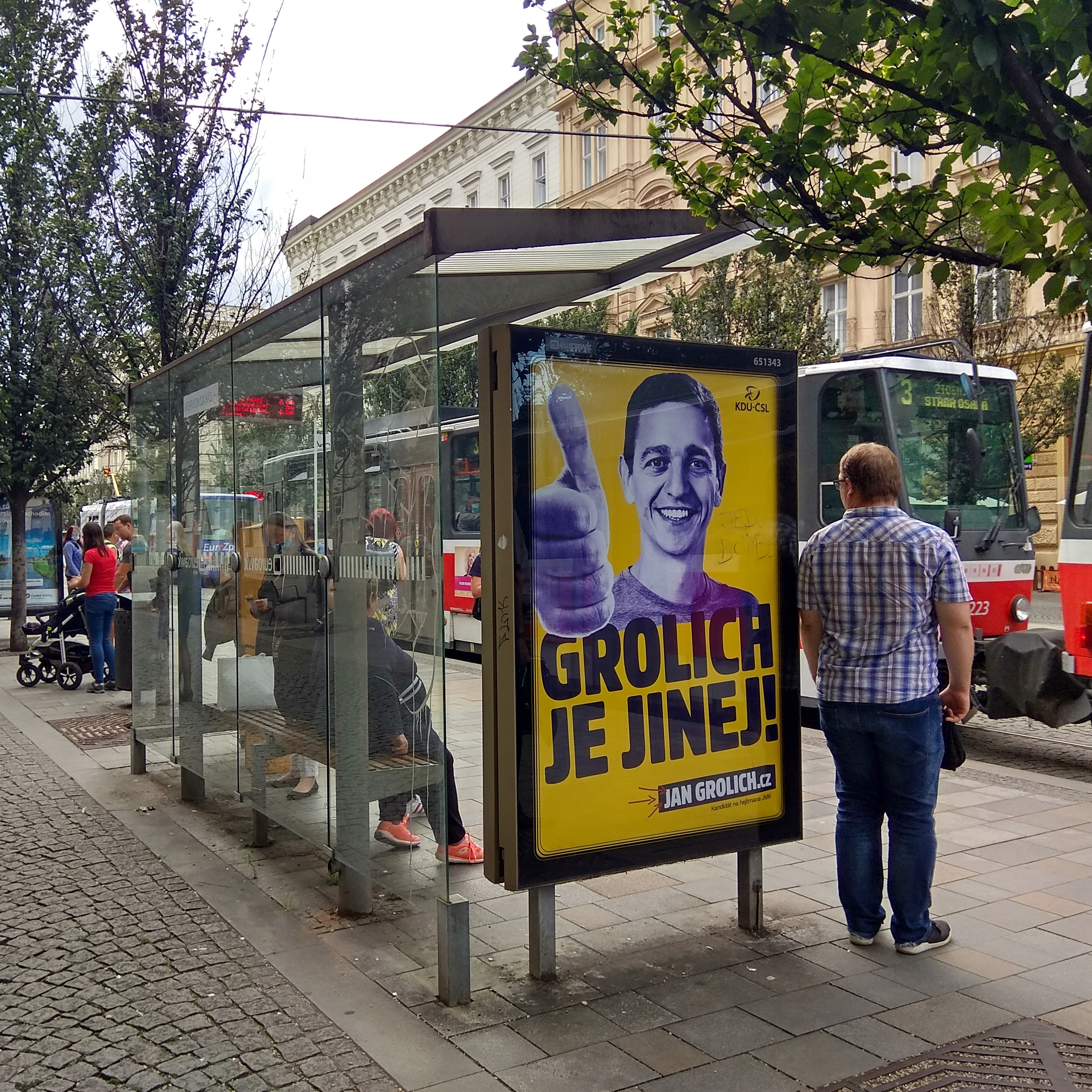
Kampaň KDU-ČSL před krajskými volbami v roce 2020

19. listopadu téhož roku oznámil Marek Výborný, že na mimořádném sjezdu strany, plánovaném na 25. ledna 2020 rezignuje na post předsedy strany. K rozhodnutí ho vedly rodinné důvody spojené s tím, že mu nedlouho předtím náhle zemřela manželka, přičemž zdůraznil, že je více rodič než politik. Předsedou strany byl následně zvolen někdejší ministr zemědělství Marian Jurečka. Post první místopředsedkyně podle očekávání obhájila senátorka Šárka Jelínková, její protikandidáti europoslanec Tomáš Zdechovský a předseda poslaneckého klubu Jan Bartošek se nominací vzdali a kandidovali jen na řadové místopředsedy. Oba uspěli a přidali se k nim také předseda poslaneckého Výboru pro evropské záležitosti PS PČR Ondřej Benešík a brněnský komunální politik Petr Hladík.
Nové vedení KDU-ČSL jako hlavní bod své politiky označilo podporu rodičů. Jako další priority si určilo ochranu životního prostředí a boj proti klimatickým změnám.
Heslem KDU-ČSL pro krajské volby v říjnu 2020 bylo "Máme klíčová řešení", hlavním motivem kampaně byl klíč. Strana obhajovala jeden hejtmanský mandát, a to mandát Jiřího Čunka ve Zlínském kraji. V některých krajích strana kandidovala v koalici, například v Olomouckém kraji s TOP 09, Zelenými a ProOlomouc, nebo v Libereckém a Jihočeském kraji s TOP 09, ve Středních Čechách lidovci podporovali hnutí STAN. Jinde, například ve Zlínském, Moravskoslezském nebo Jihočeském kraji strana kandidovala samostatně. Křesťanští demokraté sice ztratili hejtmanský post ve Zlínském kraji, získali však post hejtmana Jihomoravského kraje. Zde byl hejtmanem zvolen starosta Velatic, advokát a stand-up komik Jan Grolich.

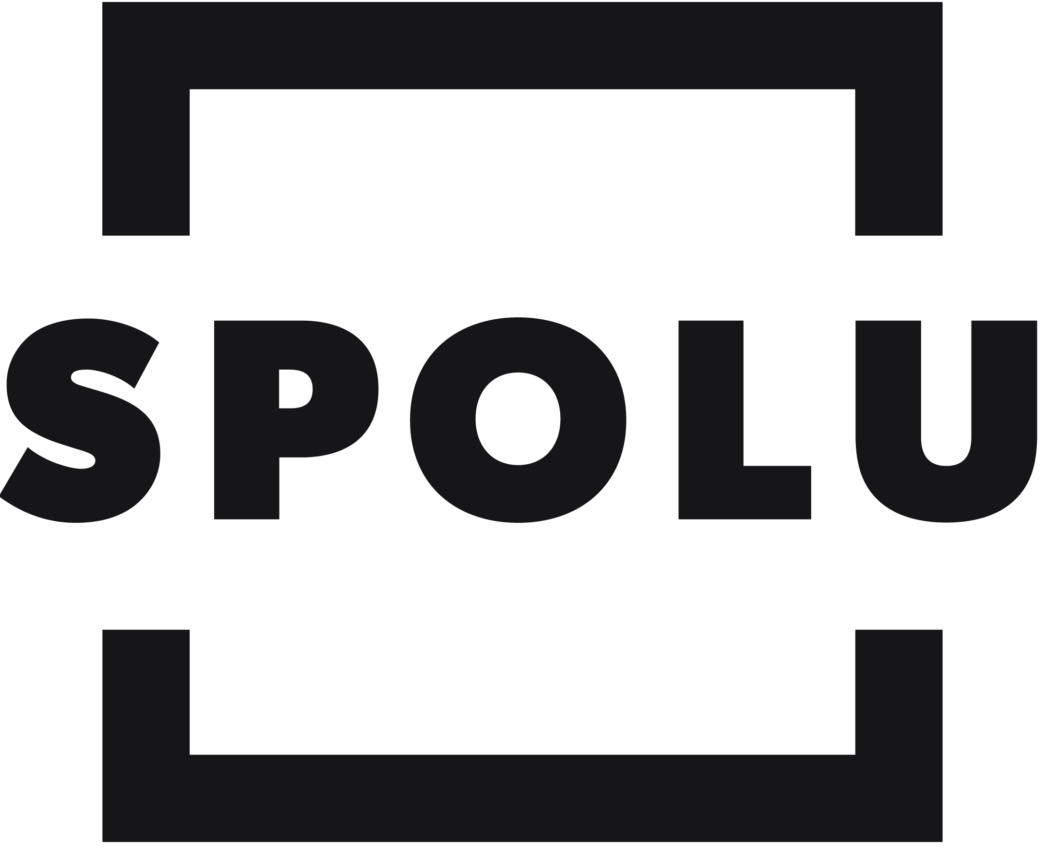
Logo koalice SPOLU (ODS, KDU-ČSL, TOP 09)

#### Koalice SPOLU
V říjnu 2020 oznámili vedoucí představitelé KDU-ČSL, ODS a TOP 09 vznik koalice pro sněmovní volby 2021, kterou pojmenovali SPOLU. Lídrem se stal Petr Fiala, předseda křesťanských demokratů a předsedkyně TOP 09 zaujali pozice vicelídrů. Heslem kampaně koalice SPOLU bylo SPOLU dáme Česko dohromady. Koalice volby navzdory počátečním nízkým preferencím vyhrála s výsledkem 27,79 % hlasů, KDU-ČSL získala díky koalici 23 mandátů, nejvíce ve své novodobé historii. Po volbách započala jednání o vládě s koalicí Piráti a Starostové.
Poté, co koalice začala spolupracovat i v dalších volbách včetně voleb do Evropského parlamentu v roce 2024 se hovořilo o možném sjednocení strany s dalšími stranami koalice. Řada straníků takovou možnost nicméně odmítala.

#### Vláda Petra Fialy
Dne 17. prosince 2021 byla jmenována vláda Petra Fialy. V ní zastává pozici vicepremiéra a ministra práce a sociálních věcí Marian Jurečka, ministryní životního prostředí byla do října 2022 Anna Hubáčková a ministrem zemědělství je Zdeněk Nekula.
Během roku 2023 se dvě třetiny ministrů za KDU-ČSL obměnily, namísto Anny Hubáčkové nastoupil Petr Hladík a namísto Zdeňka Nekuly Marek Výborný. V lednu 2024 strana jednala i o odvolání Mariana Jurečky kvůli jeho večírku v den střelby na filozofické fakultě. Jurečka však odvolávání ustál, o tom, že by mohl skončit jakožto lidovecký předseda, se však mluví nadále, i v kontextu průzkumů preferencí, ve kterých se strana dlouhodobě pohybuje pod hranicí zvolitelnosti a v některých průzkumech dosahovala na 2 %, tedy na historické minimum strany.
Podle spousty členů prý lidovci ztrácejí ve vládě identitu. Vedení a směřování strany také dlouhodobě kritizuje bývalý předseda Jiří Čunek.

## Vedení strany
- předseda – Marek Výborný, ministr zemědělství ČR, poslanec Poslanecké sněmovny PČR, zastupitel města Heřmanův Městec
  - 1. místopředseda – Pavel Bělobrádek, poslanec Poslanecké sněmovny PČR, zastupitel Královéhradeckého kraje
    - místopředsedkyně – Monika Brzesková, zastupitelka Moravskoslezského kraje, starostka města Kravaře
    - místopředseda – Jiří Horák, poslanec Poslanecké sněmovny PČR, starosta města Bučovice
    - místopředseda – Václav Pláteník, náměstek ministra zdravotnictví ČR
    - místopředseda – Eduard Hulicius, náměstek ministra zahraničních věcí ČR
    - předseda poslaneckého klubu – Aleš Dufek, poslanec Poslanecké sněmovny PČR, zastupitel města Zlín
    - předseda senátorského klubu – Josef Klement, senátor PČR, zastupitel města Žďár nad Sázavou
    - předseda delegace v Evropském parlamentu – Tomáš Zdechovský, poslanec Evropského parlamentu
    - generální sekretář – Pavel Hořava

## Historie předsedů
- (1922–1938) (1945–1948) předseda: Jan Šrámek
- (1948–1951) předseda: Alois Petr
- (1951–1968) předseda: Josef Plojhar
- (1968–1973) předseda: Antonín Pospíšil
- (1973–1980) předseda: Rostislav Petera
- (1980–1981) předseda: František Toman
- (1981–1989) předseda: Zbyněk Žalman
- (1989–1990) předseda: Josef Bartončík
- (1990–1998) předseda: Josef Lux
- (1998–1999) předseda: Jan Kasal (pověřen řízením)
- (1999–2001) předseda: Jan Kasal
- (2001–2003) předseda: Cyril Svoboda
- (2003–2006) předseda: Miroslav Kalousek
- (2006) předseda: Jan Kasal (pověřen řízením)
- (2006–2009) předseda: Jiří Čunek
- (2009–2010) předseda: Cyril Svoboda
- (2010) předsedkyně: Michaela Šojdrová (pověřena řízením)
- (2010–2019) předseda: Pavel Bělobrádek
- (2019–2020) předseda: Marek Výborný
- (2020–2024) předseda: Marian Jurečka
- (2024–dosud) předseda: Marek Výborný

## Členská základna
Strana disponuje na polistopadové poměry početně poměrně rozsáhlou členskou základnou (k 31. prosinci 2005 čítala 42 843 členů), ta je však pouhým zlomkem v porovnáním s časy největší slávy strany (za první republiky měla přes 200 tisíc členů a ještě v roce 1990, kdy do ní opět vstoupili její příznivci vyloučení či vystoupivší v letech komunistického režimu, jich bylo téměř 97 tisíc). Od roku 1990 však počet členů strany stále klesá, především vymíráním. Tento fakt je považován za problém, byť ne všeobecně, neboť někteří mladší lidovečtí politikové poukazují na fakt, že zdánlivá velikost členské základny je jen optický klam, protože většina jejích členů je jednak přestárlá, jednak apolitického typu. Politického života strany se většina členstva neúčastní a nerozumí mu, maximálně se orientuje na její spolkový život, přičemž ale určitou věrností starým "vyzkoušeným" politikům a vůdcům konzervuje současný stav. Každopádně je však všeobecně vnímána potřeba mladých příznivců, kteří by do strany vstupovali a podíleli se na její činnosti. Mezi lety 2010–2013 došlo k podstatnému omlazení vedení strany.

### Počet členů
Členská základna KDU-ČSL byla v letech 1990 až 2023 druhá největší ze všech politických stran a hnutí. Největší členskou základnu měla totiž dlouhodobě KSČM. V roce 2023 se stala KDU-ČSL politickým subjektem s největším počtem členů. Na konci roku 2023 měla KDU-ČSL 19 174 členů, zatímco KSČM 18 307 členů.
Počet členů KDU-ČSL
- rok: počet členů[53][54][55][56][57][58][59][60][61]

- 1927: 204 535
- 1946: 457 297
- 1953: 31 932
- 1954: 30 540
- 1955: 28 753
- 1956: 25 314
- 1957: 24 454
- 1965: 20 158
- 1968: 57 200
- 1969: 77 566
- 1972: 78 700
- 1989: 40 000
- 1990: 96 712
- 1991: 94 100
- 1992: 88 784
- 1993: 80 000
- 1994: 74 000
- 1995: 65 000
- 1996: 62 176
- 1997: neznámo
- 1998: 60 460
- 1999: 57 403
- 2000: 55 306
- 2001: 51 453
- 2002: 50 619
- 2003: 49 359
- 2004: 46 300
- 2005: 44 119
- 2006: 42 474
- 2007: 41 384
- 2008: 39 934
- 2009: 37 372
- 2010: 35 344
- 2011: 33 966
- 2012: 32 110
- 2013: 30 668
- 2014: 28 676
- 2015: 27 624
- 2016: 26 796
- 2017: 25 593
- 2018: 24 324
- 2019: 22 805
- 2020: 21 706
- 2021: 20 890
- 2022: 20 504
- 2023: 19 796
- 2024: 18 600
- 2025: 17 957

## Volební výsledky

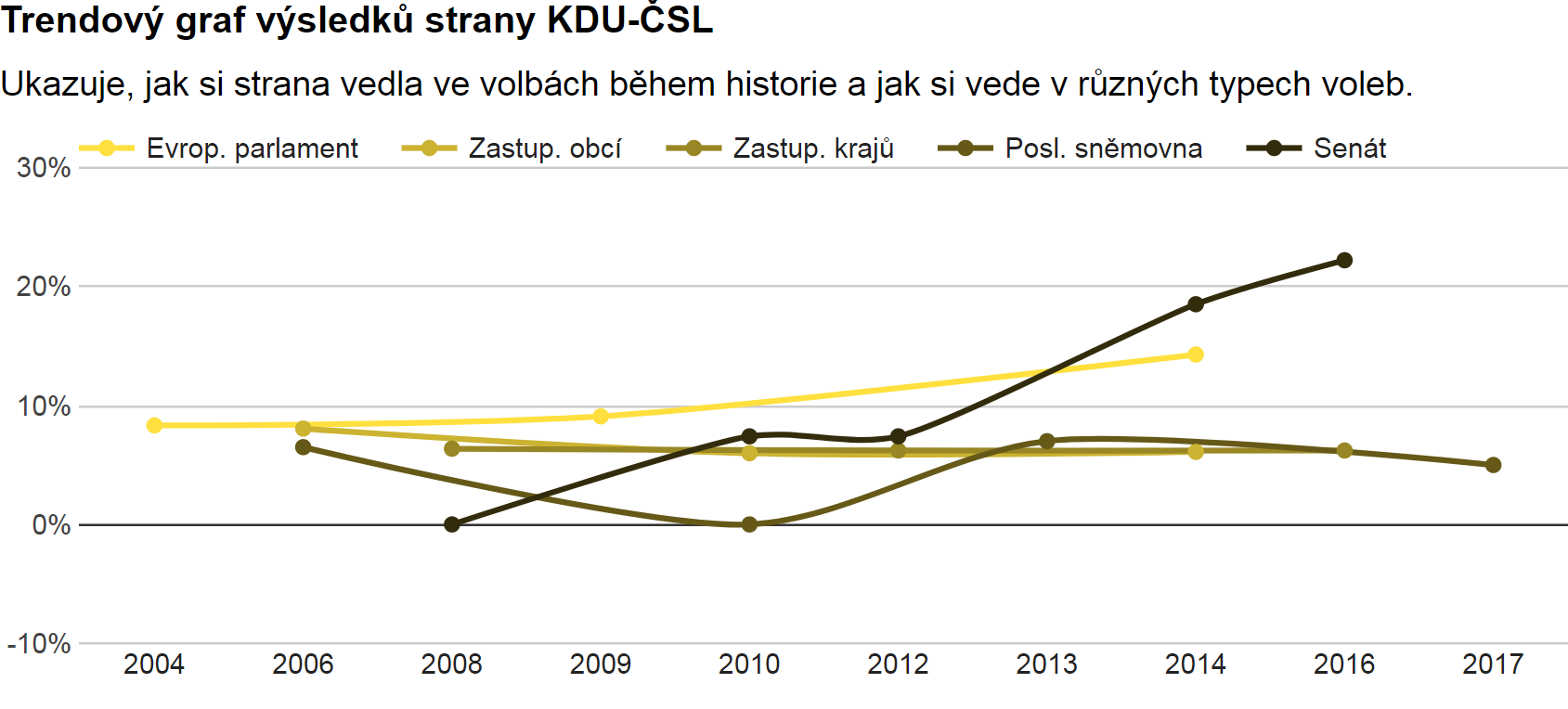
Volební výsledky KDU-ČSL - Trend

Výsledky KDU-ČSL ve volbách do České národní rady v roce 1990

Výsledky KDU-ČSL ve volbách do České národní rady v roce 1992

Výsledky KDU-ČSL ve volbách do Poslanecké sněmovny v roce 1996

Výsledky KDU-ČSL ve volbách do Poslanecké sněmovny v roce 1998

Výsledky KDU-ČSL ve volbách do Poslanecké sněmovny (v koalici s US-DEU) v roce 2002

Výsledky KDU-ČSL ve volbách do Poslanecké sněmovny v roce 2006

Výsledky KDU-ČSL ve volbách v roce 2010, kdy se do Poslanecké sněmovny nedostala.

Výsledky KDU-ČSL ve volbách do Poslanecké sněmovny v roce 2013

Výsledky KDU-ČSL ve volbách do Poslanecké sněmovny v roce 2017

Výsledky koalice SPOLU, v rámci které kandidovala KDU-ČSL ve volbách do Poslanecké sněmovny v roce 2021

### Volby v Československu (1920–1992)

#### Volby do parlamentu Československa
| Volby | Hlasy                  | Hlasy                  | Mandáty | Mandáty | Pozice  |
| Volby | Počet                  | %                      | Počet   | ±       | Pozice  |
| ----- | ---------------------- | ---------------------- | ------- | ------- | ------- |
| 1920  | 699 728                | 11,3                   | 21/300  |         | opozice |
| 1925  | 691 095                | 9,7                    | 31/300  | ▲ 10    | vláda   |
| 1929  | 623 340                | 8,4                    | 25/300  | ▼ 6     | vláda   |
| 1935  | 615 804                | 7,5                    | 22/300  | ▼ 3     | vláda   |
| 1946  | 1 110 920              | 15,7                   | 46/300  | ▲ 24    | vláda   |
| 1948  | Součást Národní fronty | Součást Národní fronty | 23/300  | ▼ 23    | blok    |
| 1954  | Součást Národní fronty | Součást Národní fronty | 20/368  | ▼ 3     | blok    |
| 1960  | Součást Národní fronty | Součást Národní fronty | 16/300  | ▼ 4     | blok    |
| 1964  | Součást Národní fronty | Součást Národní fronty | 20/300  | ▲ 4     | blok    |
| 1971  | Součást Národní fronty | Součást Národní fronty | 8/200   | ▼ 12    | blok    |
| 1976  | Součást Národní fronty | Součást Národní fronty | 11/200  | ▲3      | blok    |
| 1981  | Součást Národní fronty | Součást Národní fronty | 12/200  | ▲ 1     | blok    |
| 1986  | Součást Národní fronty | Součást Národní fronty | 11/200  | ▼ 1     | blok    |
| 1990  | V koalici s KDS        | V koalici s KDS        | 6/150   | ▼ 5     | podpora |
| 1992  | 388 122                | 5,0                    | 7/150   | ▲ 1     | vláda   |

#### Zemské volby

##### Zastupitelstvo / Zemský národní výbor země České
| Volby | Hlasy   | Hlasy | Mandáty | Mandáty | Pozice |
| Volby | Počet   | %     | Počet   | ±       | Pozice |
| ----- | ------- | ----- | ------- | ------- | ------ |
| 1928  | 246 768 | 7,1   | 9/120   | ▲ 9     | ▲ 5.   |
| 1935  | 232 052 | 5,8   | 8/120   | ▼ 1     | ▬ 5.   |
| 1946  | 580 225 | 16,3  | 20/120  | ▲ 12    | ▲ 3.   |

##### Zastupitelstvo / Zemský národní výbor země Moravskoslezské
| Volby | Hlasy   | Hlasy | Mandáty | Mandáty | Pozice |
| Volby | Počet   | %     | Počet   | ±       | Pozice |
| ----- | ------- | ----- | ------- | ------- | ------ |
| 1928  | 305 266 | 18,6  | 14/60   | ▲ 14    | ▲ 1.   |
| 1935  | 299 895 | 15,9  | 11/60   | ▼ 3     | ▬ 1.   |
| 1946  | 530 813 | 27,6  | 22/80   | ▲ 11    | ▼ 2.   |

##### Zastupitelstvo země Slovenské
| Volby | Hlasy  | Hlasy | Mandáty | Mandáty | Pozice |
| Volby | Počet  | %     | Počet   | ±       | Pozice |
| ----- | ------ | ----- | ------- | ------- | ------ |
| 1928  | 43 689 | 3,4   | 2/54    | ▲ 2     | ▲ 7.   |
| 1935  | 30 563 | 2,0   | 0/54    | ▼ 2     | ▼ 10.  |

#### Volby do České národní rady
| Volby | Hlasy                  | Hlasy                  | Mandáty | Mandáty | Pozice |
| Volby | Počet                  | %                      | Počet   | ±       | Pozice |
| ----- | ---------------------- | ---------------------- | ------- | ------- | ------ |
| 1968  | Součást Národní fronty | Součást Národní fronty | 25/150  | ▲ 25    | blok   |
| 1971  | Součást Národní fronty | Součást Národní fronty | 15/200  | ▼ 10    | blok   |
| 1976  | Součást Národní fronty | Součást Národní fronty | 14/200  | ▼ 1     | blok   |
| 1981  | Součást Národní fronty | Součást Národní fronty | 14/200  | ▬ 0     | blok   |
| 1986  | Součást Národní fronty | Součást Národní fronty | 14/200  | ▬ 0     | blok   |
| 1990  | V koalici s KDS        | V koalici s KDS        | 16/200  | ▲ 2     | vláda  |
| 1992  | 406 341                | 6,3                    | 15/200  | ▼ 1     | vláda  |

### Volby v samostatné České republice

#### Volby do Poslanecké sněmovny
| Volby | Hlasy         | Hlasy         | Mandáty | Mandáty | Pozice             |
| Volby | Počet         | %             | Počet   | ±       | Pozice             |
| ----- | ------------- | ------------- | ------- | ------- | ------------------ |
| 1996  | 489 349       | 8,1           | 18/200  | ▲3      | vláda              |
| 1998  | 537 013       | 9,0           | 20/200  | ▲2      | opozice            |
| 2002  | Součást 4K    | Součást 4K    | 22/200  | ▲2      | vláda (1., 2., 3.) |
| 2006  | 386 706       | 7,2           | 13/200  | ▼9      | vláda              |
| 2010  | 229 717       | 4,4           | 0/200   | ▼13     | –                  |
| 2013  | 336 970       | 6,8           | 14/200  | ▲14     | vláda              |
| 2017  | 293 643       | 5,8           | 10/200  | ▼4      | opozice            |
| 2021  | Součást SPOLU | Součást SPOLU | 23/200  | ▲13     | vláda              |

#### Volby do Senátu
Související informace naleznete také v článku Senátorský klub KDU-ČSL a nezávislí.
| Volby | První kolo | První kolo | První kolo | Druhé kolo | Druhé kolo | Druhé kolo | Mandáty | V Senátu celkem | +/-  |
| Volby | Hlasy      | %          | Pozice1    | Hlasy      | %          | Pozice1    | Mandáty | V Senátu celkem | +/-  |
| ----- | ---------- | ---------- | ---------- | ---------- | ---------- | ---------- | ------- | --------------- | ---- |
| 19962 | 274 316    | 9.9        | 4.         | 247 819    | 10.7       | 3.         | 13/81   | 13/81           | ▲ 13 |
| 19983 | 255 785    | 26.6       | 2.         | 166 483    | 31.0       | 2.         | 5/27    | 14/81           | ▲ 1  |
| 2000  | 121 355    | 14.1       | 4.         | 137 515    | 24.4       | 2.         | 8/27    | 19/81           | ▲ 5  |
| 2002  | 58 858     | 8.8        | 4.         | 47 049     | 5.7        | 4.         | 1/27    | 14/81           | ▼ 5  |
| 20034 | 6 461      | 18.26      | 2.         | 12 061     | 51.63      | 1.         | 1/2     | 15/81           | ▲ 1  |
| 2004  | 97 956     | 13.5       | 3.         | 54 501     | 11.4       | 3.         | 3/27    | 13/81           | ▼ 2  |
| 2006  | 125 388    | 11.8       | 4.         | 59 603     | 10.4       | 3.         | 4/27    | 9/81            | ▼ 4  |
| 2008  | 82 870     | 7.9        | -          | 42 225     | 5.13       |            | 0/27    | 7/81            | ▼ 2  |
| 2010  | 87 182     | 7.6        | 4.         | 42 990     | 6.32       | 4.         | 2/27    | 6/81            | ▼ 1  |
| 2012  | 61 006     | 6.94       | 4.         | 14 995     | 2.92       | 4.         | 1/27    | 3/81            | ▼ 3  |
| 20145 | 5 363      | 23.36      | 1.         | 10 161     | 63.16      | 1.         | 1/1     | 4/81            | ▲ 1  |
| 2014  | 84 328     | 8.21       | 5.         | 77 103     | 16.27      | 2.         | 5/27    | 9/81            | ▲ 5  |
| 2016  | 74 709     | 8.48       | 5.         | 78 448     | 18.50      | 2.         | 6/27    | 13/81           | ▲ 4  |
| 2018  | 99 383     | 9.12       | 4.         | 34 833     | 8.33       | 5.         | 2/27    | 13/81           | ▬ 0  |
| 2020  | 82 814     | 8.30       | 4.         | 65 397     | 14.47      | 3.         | 3/27    | 11/81           | ▼ 2  |
| 2022  | 120 972    | 10.90      | 3.         | 74 696     | 15.60      | 3.         | 7/27    | 12/81           | ▲ 1  |
| 2024  | 46 518     | 5.9        | 4.         | 15 635     | 4.0        | 5.         | 2/27    | 12/81           | ▬ 0  |

1 Pozice podle pořadí získaných hlasů.

2 V roce 1996 byl zvolen celý Senát, pouze třetina ale na plných 6 let.

3 Jako součást Čtyřkoalice

4 Doplňovací volby v obvodech Strakonice a Brno-město.

5 Doplňovací volby v obvodu Zlín.

#### Volby do zastupitelstev krajů
| Volby | Mandáty | Mandáty | Pozice |
| Volby | Počet   | ±       | Pozice |
| ----- | ------- | ------- | ------ |
| 2000  | 72/675  |         | 4.     |
| 2004  | 84/675  | ▲ 12    | ▬ 4.   |
| 2008  | 56/675  | ▼ 28    | ▬ 4.   |
| 2012  | 61/675  | ▲5      | ▬ 4.   |
| 2016  | 61/675  | ▬ 0     | ▼ 5.   |
| 2020  | 56/675  | ▼ 5     | ▬ 5.   |
| 2024  | 49/685  | ▼ 7     | ▲ 3.   |

#### Volby do Evropského parlamentu
| Volby | Počet hlasů   | Hlasy v %     | Počet mandátů |
| ----- | ------------- | ------------- | ------------- |
| 2004  | 223 383       | 9,6           | 2/24          |
| 2009  | 180 451       | 7,65          | 2/22          |
| 2014  | 150 792       | 9,95          | 3/21          |
| 2019  | 171 723       | 7,24          | 2/21          |
| 2024  | Součást SPOLU | Součást SPOLU | 1/21          |

#### Volby do zastupitelstev obcí
| Volby | Mandáty    |
| ----- | ---------- |
| 1990  | 8083/66551 |
| 1994  | 7616/62160 |
| 1998  | 7119/62920 |
| 2002  | 6013/62771 |
| 2006  | 5049/62575 |
| 2010  | 3738/62338 |
| 2014  | 3792/62254 |
| 2018  | 3231/61950 |
| 2022  | 2716/61780 |

## Loga strany

Znak strany do roku 1938
Znak strany v letech 1945–1992
Logo strany v letech 1992–2012
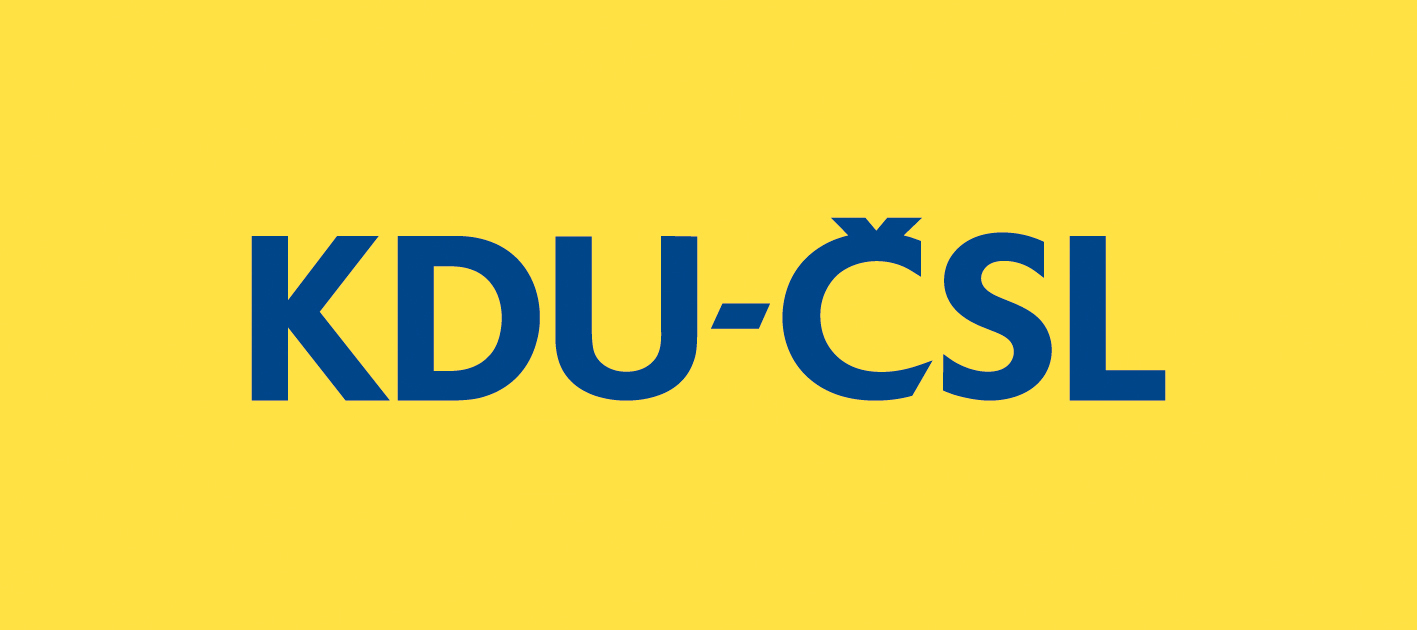
Volební logo v letech 2006–2012
Logo strany od roku 2012
Volební logo v roce 2024

## Poslanci a senátoři (1918-2021)
Zástupci ČSL/KDU-ČSL v českých a československých zákonodárných sborech do roku 2021:
- 1918–1920: František Bařina (rezignoval 1919, nahradil jej Bedřich Bezděk), František Čapka, Ervín Červinka (rezignoval 1919, nahradil jej František Šabata), Antonín Čuřík, Josef Dolanský, Mořic Hruban, Jan Jílek, Josef Kadlčák, František Kordač (rezignoval 1920, nahradil jej František Nosek), Josef Mašek (rezignoval 1919, nahradil jej Alois Kaderka), Gustav Mazanec, František Navrátil, Karel Novotný, Bedřich Pospíšil (+1919, nahradil jej Václav Myslivec), Jan Rýpar, Václav Sedláček, Antonín Cyril Stojan, Josef Šamalík, Vincenc Ševčík, Josef Šolle, Jan Šrámek, František Valoušek, Metod Zavoral, Václav Zbořil (rezignoval 1919, nahradil jej František Mlčoch).
- 1920–1925 (Poslanecká sněmovna): Josef Adámek, Antonín Adamovský, Bedřich Bezděk, Antonín Čuřík, Josef Dolanský, Mořic Hruban, František Janalík, Alois Kaderka (1924 zbaven mandátu, nahradil jej František Světlík), František Kopřiva, Václav Košek, Gustav Mazanec, Václav Myslivec, František Navrátil, František Nosek, Alois Roudnický, Augusta Rozsypalová, Jan Rýpar, Václav Sedláček, Josef Šamalík, Jan Šrámek, Milo Záruba (+1922, nahradil jej Jan Pěnkava).
- 1920–1925 (Senát): Jan Jílek, Josef Kadlčák (+1924, nahradil jej Vincenc Procházka), Josef Karas, Ludvík Krupka, Adolf Procházka st., František Reyl, Antonín Cyril Stojan (+1923, nahradil jej Bohuslav Koukal), František Šabata, Antonín Šachl, Vincenc Ševčík (+1921, nahradil jej Alois Horák), František Valoušek, Metod Zavoral; krátce před koncem volebního období přestoupil z ČSS k ČSL Josef Holý.[64]
- 1925–1929 (Poslanecká sněmovna): Josef Adámek, František Bayer, Bedřich Bezděk, Jan Čančara, Antonín Čuřík, Ladislav Daněk, Josef Dolanský, Jan Dostálek, Kašpar Hintermüller, František Janalík, Jakub Janovský, Antonín Kaňourek, Václav Košek, Jan Jiří Krejčí, František Matoušek, Martin Mičura, Václav Myslivec, František Navrátil, František Nosek, Josef Novák, Alois Petr, Alois Roudnický, Jan Rýpar, Václav Sedláček, František Stanislav, Bohumil Stašek, František Světlík, Josef Šamalík, Jan Šrámek, Josef Vičánek, Augustin Vološin.
- 1925–1929 (Senát): Antonín Adamovský, Mořic Hruban, Jan Jílek, Josef Karas, Eduard Kavan, František Kopřiva, Bohuslav Koukal, Ludvík Krupka, Gustav Mazanec, František Novák, Artur Pavelka, Adolf Procházka st., František Reyl, František Šabata, Antonín Šachl, František Valoušek.
- 1929–1935 (Poslanecká sněmovna): Josef Adámek, Bedřich Bezděk, Ladislav Daněk, Josef Dolanský, Jan Dostálek, František Janalík, Antonín Kaňourek, Václav Knotek, Václav Košek, Martin Mičura, Václav Myslivec (+1934, nahradil jej Augustin Čížek), František Navrátil, František Nosek, Josef Novák, Alois Petr, Alois Roudnický, Jan Rýpar, Václav Sedláček, František Stanislav, Bohumil Stašek, František Světlík, Josef Šamalík, Jan Šrámek, Bohumil Vaculík, Josef Vičánek.
- 1929–1935 (Senát): Mořic Hruban, Jan Jílek, Josef Karas, Eduard Kavan, František Kopřiva, Jan Jiří Krejčí, František Novák, Artur Pavelka, František Reyl, František Šabata, Antonín Šachl, František Valoušek (+1932, nahradil jej Leopold Koubek), Pavol Žiška.
- 1935–1939 (Poslanecká sněmovna): František Bayer, Bedřich Bezděk, Jan Brukner, Ladislav Daněk, Jan Dostálek, Kašpar Hintermüller, Stanislav Hula, František Janalík, Václav Knotek, Václav Košek, Martin Mičura, Josef Novák, Oldřich Otáhal, Alois Petr, Karel Řičář, Václav Sedláček, František Stanislav, Bohumil Stašek, František Světlík, Josef Šamalík, Jan Šrámek, Josef Vičánek.
- 1935–1939 (Senát): Tomáš Dytrych, Mořic Hruban, Jakub Janovský, Josef Karas, Jan Jiří Krejčí, František Novák, Jan Pechanec, Alois Roudnický, Jan Rýpar (+1938, nahradil jej Bedřich Brož), Jan Sobota, Pavol Žiška.
- 1945–1946: Štěpán Benda, Jan Brukner, Bohumír Bunža, Vladimír Červenka, František Desenský, Ivo Ducháček, Antonín Fránek, Eduard Fusek, František Hála, Josef Holcman, Alois Hořínek, Cyril Charvát, Jan Chomutovský, Václav Chytil, Alois Janáček, František Kaďůrek, Jan Kellner, Julius Klimek, Josef Konvalina, Jan Kopecký, Bedřich Kostelka, Josef Limpouch, Jan Moravec, Jindřich Nermuť, Josef Novák, František Novotný, Vilém Pavlík, Josef Peňás, Alois Petr, Josef Plojhar, Josef Polomský, Adolf Procházka ml., Karel Procházka, Bohumil Rolek, Jaroslav Řehulka, Marie Skuhrovcová, Alois Soukup, Jan Sova, Jindřich Synek, Jaroslav Šmehlík, Jan Šrámek, František Štambachr, Bohumil Štěpán, Marie Trojanová, Bohumil Vrána, Josef Vičánek, František Víšek, Emil Vojanec, Alois Vošahlík.
- 1946–1948: Štěpán Benda, Stanislav Broj, Jan Brukner, Bohumír Bunža, František Desenský, Ivo Ducháček, Antonín Fránek, Eduard Fusek, František Hála, Jan Horák, Alois Hořínek, František Hynek, Cyril Charvát, Bohdan Chudoba, Václav Chytil, Alois Janáček, František Kaďůrek, Adolf Klimek (1948 rezignoval, nahradil jej Jaroslav Kratochvíl), Julius Klimek, Josef Konvalina, Jan Kopecký, Helena Koželuhová (1946 zbavena mandátu, nahradil ji Josef Herl), František Matýsek, Jindřich Nermuť, Josef Novák, Alois Petr, Norbert Pexa, Jan Plesl, Josef Plojhar, Josef Polomský, Adolf Procházka ml., Alois Rozehnal, Jaroslav Řehulka, Rostislav Sochorec (1947 rezignoval, nahradil jej Václav Batěk), Alois Soukup, Jan Sova, Jindřich Synek, Jan Šrámek (1948 rezignoval, nahradil jej Jaromír Berák), František Štambachr, Bohumil Štěpán, Josef Tomášek, Marie Trojanová, Alois Tylínek, Josef Vičánek, Emil Vojanec, Alois Vošahlík (+1946, nahradil jej František Zvěřina).
- 1948–1954: Václav Batěk (1953 rezignoval, nahradil jej Václav Jiránek), Jaromír Berák, Josef Gemrot, Václav Chytil (1948 rezignoval, nahradil jej Jarolím Leichman), František Kaďůrek, Jaroslav Kratochvíl, Vladimír Kučera, Václav Myška, Jan Niederle, František Novák (1954 zbaven mandátu, místo zůstalo neobsazeno), Alois Petr (+1951, nahradil jej František Urban), Norbert Pexa, Jan Plesl (1949 rezignoval, nahradil jej Antonín Fridrich), Josef Plojhar, Dionysius Polanský, Antonín Polišenský (1951 rezignoval, nahradil jej Engelbert Toman), Antonín Pospíšil, Antonín Prokeš, Josef Sedlák, Jaroslav Sláva, Jan Sova, Adolf Vodáček (1949 rezignoval, nahradila jej Marie Šachová, 1952 rezignovala, nahradila ji Anděla Sukupová), Emil Vojanec.
- 1954–1960: Jaromír Berák, Josef Gemrot, Josef Hronovský, Josef Illa, Václav Jakoubek, Václav Jiránek, Antonín Kotáb, Jan Kouba, Václav Leška, Josef Marek, Václav Myška, Josef Plojhar, Dionysius Polanský, Antonín Pospíšil, Jan Rovný, Anděla Sukupová, Josef Škoda, Engelbert Toman, Jan Vorel, Josef Závěta, Josef Zedník.
- 1960–1964: Jaromír Berák, Alois Coufal, Josef Gemrot, Emil Holáň, Josef Hronovský, Josef Illa, Václav Jiránek, Jan Kouba, Josef Plojhar, Antonín Pospíšil, Miroslav Svoboda, Erich Sýkora, Josef Škoda, František Volák, Josef Závěta, Josef Zedník.
- 1964–1968: Jaromír Berák (+1964, nahradil jej Václav Červený), Alois Coufal, Josef Gemrot, Emil Holáň, Josef Hronovský, Josef Illa, Václav Jiránek, František Koníček, Jan Kouba, Anna Míková, Václav Pacner, Josef Plojhar, Antonín Pospíšil, Rudolf Rejhon, Miroslav Svoboda, Ludmila Spěváková, Josef Škoda, František Toman, Josef Závěta, Josef Zedník.
- 1969–1971 (FS): Stanislav Brada, Alois Coufal, Václav Červený, Eva Dutková, Josef Gemrot, Emil Holáň, Josef Hronovský, Václav Chytil (1970 rezignoval), Josef Illa, Václav Jiránek, Jiří Kabelka (1970 rezignoval), František Koníček, Jan Kouba, Anna Míková (1969 rezignovala), Václav Pacner, Jan Pauly (1970 rezignoval), Josef Plojhar, Antonín Pospíšil, Rudolf Rejhon, Ludmila Spěváková (1970 rezignovala), Jaroslav Srb, Miroslav Svoboda (1970 rezignoval), Vladimír Šimek, Josef Škoda, František Toman, Adolf Turek, Vladimír Vybral, Josef Závěta, Josef Zedník. V březnu 1971 byli novými členy zvoleni Miroslav Hudeček, Rostislav Petera, František Šebera.
- 1969–1971 (ČNR): Vladimír Bosák (1969 rezignoval), Stanislav Brada, Alois Coufal, Eva Dutková, Miroslav Hudeček, Jaroslav Hübner (1969 rezignoval), Václav Chytil (1970 rezignoval), Jiří Kabelka (1970 rezignoval), Emanuel Mička, Karel Pařízek, Jan Pauly (1970 rezignoval), Antonín Pospíšil, Jiří Rubín, Bohumil Sluka, Liběna Snížková (1969 zbavena mandátu), Jaroslav Srb, Miroslav Svoboda (1970 rezignoval), Vladimír Šimek, Richard Škrobánek (+1970), František Toman, František Touška, Adolf Turek, František Válek, Vladislav Vlček, Vladimír Vybral, Oldřich Vyhnálek. V listopadu 1969 byli v doplňovací volbě 62 nových poslanců zvoleni Stanislav Chytráček, František Šebera, v prosinci 1970 pak Rostislav Petera.
- 1971–1976 (FS): Václav Frynta, Josef Gratcl, Karel Holub, Miroslav Hudeček, Stanislav Janda, Josef Jelínek, Ladislav Kopřiva, Vladimír Kratochvíl, Evžen Krauskopf, Rostislav Petera, Josef Plojhar, Antonín Pospíšil (+1973, nahradil jej Vladimír Šimek), Rudolf Rejhon, Jaroslav Srb, Richard Tichý, Terezie Vlčková.
- 1971–1976 (ČNR): Miroslav Drahota, Josef Hanzelka, Stanislav Chytráček, Bohuslav Janda, Josef Král, Josef Kudela, Cyril Kuklínek, Jan Nezval, Karel Pařízek, Josef Řepka, Bohumil Sluka, František Šebera, František Toman, Oldřich Vašků, Zbyněk Žalman.
- 1976–1981 (FS): Josef Andrš, František Fejfuša, Marie Formanová, Karel Holub, Miroslav Hudeček, Stanislav Janda, Ladislav Kopřiva, Vladimír Kratochvíl, Evžen Krauskopf, Rostislav Petera, Josef Plojhar, František Protiva, Jan Rábel, František Sodoma, Jaroslav Srb, Vladimír Šimek, Richard Tichý, Terezie Vlčková.
- 1976–1981 (ČNR): Josef Hanzelka, Stanislav Chytráček, Cyril Kuklínek, Stanislav Kuna, Josef Meier, Václav Měřička, Jan Nezval, Karel Pařízek, Josef Řepka, František Toman, Jindřich Vápeník, Oldřich Vašků (+1978, nahradil jej Jan Břicháček), Jan Vávrů, Zbyněk Žalman.
- 1981–1986 (FS): Josef Andrš, Marie Formanová, Karel Holub, Miroslav Hudeček, Stanislav Janda, Ladislav Kopřiva, Vladimír Kratochvíl, Evžen Krauskopf, Zdeněk Laštovička, Josef Plojhar (+1981, nahradil jej Josef Bartončík), František Protiva, Jan Rábel, Bohumil Servus, František Sodoma, Jaroslav Srb, Vladimír Šimek, Richard Tichý, František Toman (+1981, nahradil jej Stanislav Toms).
- 1981–1986 (ČNR): Václav Anděl, Josef Hanzelka, Jiří Havlíček, Stanislav Chytráček, Jaroslav Kolařík, Bohumil Kozák, Pavel Krystyník, Stanislav Kuna, Josef Meier, Václav Měřička, Jan Nezval, Jan Vávrů, František Vrbka, Zbyněk Žalman.
- 1986–1990 (FS): Josef Andrš (1990 rezignoval, nahradil jej Josef Lux), Josef Bartončík, Věra Bartošková, Oldřich Haičman (1990 rezignoval, nahradil jej Milan Andrýsek), Stanislav Hanák, Jiří Havlíček (1990 odvolán, nahradil jej Josef Macek), Jan Hlavačka, Stanislav Janda, Evžen Krauskopf, Zdeněk Laštovička, Anna Marešová (1990 odvolána, nahradil ji Jaroslav Cuhra), Jan Rábel, Bohumil Servus, Vladimír Šimek (1990 odvolán, nahradil jej Miroslav Téra), Richard Tichý (1990 odvolán, nahradil jej Jiří Medřický), Stanislav Toms (1990 rezignoval, nahradil jej Jan Vácha), Jana Veselá (1990 odvolána, nahradil ji Miroslav Lajkep), Zbyněk Žalman (1989 rezignoval, nahradil jej Miroslav Bartoš).
- 1986–1990 (ČNR): Václav Anděl, Milan Bekárek (1990 rezignoval/odvolán), Josef Kaňa, Jaroslav Karbaš, Jaroslav Kolařík, Bohumil Kozák, Pavel Krystyník, Stanislav Kuna, Josef Meier, Květoslav Pazderník (1990 rezignoval/odvolán), Jaroslav Samek, Marie Sobotová, Jan Škrobánek, František Vrbka, Zbyněk Žalman (1989 rezignoval). V únoru byli novými poslanci zvoleni Ivana Janů, Jiří Karas, Jan Kasal, Josef Krejčí, Josef Pavela, Jiří Rubín, Josef Šedivý.
- 1990–1992 (FS): Josef Bartončík, Václav Benda (KDS), Jiří Černý (1991 rezignoval, nahradil jej Miroslav Téra), Jaroslav Cuhra, Jan Fričar, Stanislav Hanák, Marie Kaplanová (KDS), Josef Lux, František Michálek (KDS), Ludvík Motyčka, Richard Sacher, Irena Šimečková (KDS), Jaromír Šlápota, Josef Tomsa (KDS), Miroslav Tyl (KDS). V průběhu volebního období z klubu vystoupili Václav Benda, Marie Kaplanová, Irena Šimečková a Miroslav Tyl, do klubu pak po svém návratu do FS nevstoupil Miroslav Téra.
- 1990–1992 (ČNR): Stanislav Bělehrádek, Václav Cibuzar, Jiří Dušek (Svobodná rolnická strana), Antonín Chutný (KDS), Josef Janeček, Ivana Janů, Jiří Karas, Jan Kasal, Josef Kubiš, Václav Moskal (Svobodná rolnická strana), Josef Pavela, Antonín Procházka (KDS), Zdeněk Smělík (MOH), Jiří Strašek (KDS - 1991 rezignoval, nahradil jej Josef Meier), Josef Šedivý, Pavel Tollner (KDS), Miloslav Výborný, Miloslav Wajsar (KDS), Jan Zahradníček (KDS). Po volbách do klubu vstoupil Marek Benda (zvolen za OF), v průběhu volebního období z klubu vystoupili někteří poslanci za KDS.
- 1992 (FS): Josef Borák, Jaroslav Cuhra, František Čupr, Ivan Foltýn, Vilém Holáň, Pavel Jajtner, Jaroslav Koutský, Jan Krist, Josef Lux, Josef Novák (1992 rezignoval, nahradil jej Pavel Šmíd), Jaroslav Orel, Zdeněk Smělík, Pavel Šustr.
- 1992–1996 (ČNR/Poslanecká sněmovna): Stanislav Bělehrádek, Josef Janeček, Ivana Janů (1993 rezignovala, nahradil ji Jan Decker), Jiří Karas, Jan Kasal, Josef Krupík, Josef Kubiš, Karel Mach, Ludvík Motyčka, Eva Nováková, Josef Pavela, Pavel Severa, Pavel Šafařík, Jiří Uřičář, Miloslav Výborný. V roce 1994 vstoupil do klubu Jan Vraný (zvolen za LSU), v roce 1995 pak Jiří Haringer, Vladimír Koronthály, Věnceslav Lukáš, Pavel Tollner, Jan Zahradníček (členové KDS zvolení ODS-KDS), Stanislav Kozák, Jiří Vačkář (zvoleni za LSU), Karel Hrdý (zvolen za ČSSD).
- 1996–1998 (Poslanecká sněmovna): Libor Ambrozek, Stanislav Bělehrádek, Josef Borák, Jan Grůza, Vilém Holáň, Josef Janeček, Pavla Jurková (1996 rezignovala, nahradil ji Vladimír Procházka), Jiří Karas, Jan Kasal, Věnceslav Lukáš, Josef Lux, Karel Mach, Jaroslav Orel, Pavel Severa, Pavel Šafařík, Michaela Šojdrová, Jaromír Talíř, Pavel Tollner, Miloslav Výborný. V roce 1998 se členem klubu stal Vavřinec Fójcik (zvolen za ODS).
- Zvoleni 1996 (Senát): František Bartoš, Jan Benda, Jiří Brýdl, Bohumil Čada, Oldřich Dočekal, Eva Nováková, Jaroslav Petřík, Petr Pithart, Jiří Stodůlka, Jiří Šenkýř, Emil Škrabiš, Milan Špaček, Jan Zahradníček. Po volbách do klubu vstoupil Pavel Heřman (zvolen za DEU).
- 1998–2002 (Poslanecká sněmovna): Libor Ambrozek, Jan Grůza, Vilém Holáň, Josef Janeček, Miroslav Kalousek, Jiří Karas, Jan Kasal, Tomáš Kvapil, Jaroslav Lobkowicz, Josef Lux (+1999, nahradil jej Jiří Havlíček), Ludmila Müllerová, Vlasta Parkanová, Pavel Severa, Cyril Svoboda, Pavel Šafařík, Michaela Šojdrová, Ladislav Šustr, Jaromír Talíř, Pavel Tollner (2001 rezignoval, nahradil jej Pavel Plánička), Miloslav Výborný.
- Zvoleni 1998 (Senát): František Bartoš, Stanislav Bělehrádek, Jiří Brýdl, Bohumil Čada, Oldřich Dočekal, Pavel Heřman, Josef Kaňa, František Kroupa, Jaroslav Petřík, Petr Pithart, Zuzana Roithová, Jiří Stodůlka, Jiří Šenkýř, Emil Škrabiš, Milan Špaček, Jaroslav Šula, Jan Zahradníček.
- Zvoleni 2000 (Senát): Zdeněk Bárta, František Bartoš, Stanislav Bělehrádek, Jiří Brýdl, Bohumil Čada, Oldřich Dočekal, Pavel Janata, Adolf Jílek, Josef Kaňa, František Kroupa, Jaroslav Petřík, Petr Pithart, Zuzana Roithová, Jiří Stodůlka, Jiří Šenkýř, Milan Šimonovský, Emil Škrabiš, Milan Špaček, Jaroslav Šula, Jan Zahradníček.
- 2002–2006 (Poslanecká sněmovna): Libor Ambrozek, Jan Grůza, Jiří Hanuš, Vilém Holáň, Ludvík Hovorka, Josef Janeček, Miroslav Kalousek, Jiří Karas, Jan Kasal, Tomáš Kvapil, Jaroslav Lobkowicz, Vlasta Parkanová, Vladimír Říha, Cyril Svoboda, Jan Škopík, Michaela Šojdrová, Ladislav Šustr, Jaromír Talíř, Josef Vícha, Ivo Vykydal, Miloslav Výborný (2003 rezignoval, nahradil jej Pavel Severa). Na společné kandidátní listině Koalice KDU-ČSL a US-DEU byli coby nominanti KDU-ČSL zvoleni ještě Svatopluk Karásek a Táňa Fischerová, kteří ale vstoupil do klubu US-DEU.
- Zvoleni 2002 (Senát): Zdeněk Bárta, Stanislav Bělehrádek, Jiří Brýdl, Bohumil Čada, Pavel Janata, Adolf Jílek, Josef Kaňa, František Kroupa, Petr Pithart, Zuzana Roithová, Jiří Stodůlka, Milan Šimonovský, Emil Škrabiš, Jaroslav Šula, Josef Vaculík. Po volbách do klubu vstoupil Karel Barták (nez. kandidát), v roce 2003 byl v doplňovacích volbách zvolen Josef Kalbáč.
- 2004–2009 (Evropský parlament): Jan Březina, Zuzana Roithová
- Zvoleni 2004 (Senát): Zdeněk Bárta, Karel Barták, Jiří Brýdl, Pavel Janata, Václav Jehlička, Adolf Jílek, Josef Kalbáč, Ludmila Müllerová, Petr Pithart, Rostislav Slavotínek, Jiří Stodůlka, Milan Šimonovský, Josef Vaculík. Souběžně s volbami byl v doplňovacích volbách v roce 2004 zvolen Milan Špaček.
- 2006–2010 (Poslanecká sněmovna): Libor Ambrozek, Jiří Carbol, Jiří Hanuš, Ludvík Hovorka, Miroslav Kalousek, Jan Kasal, Tomáš Kvapil, Vlasta Parkanová, Pavel Severa, Cyril Svoboda, Milan Šimonovský (2009 rezignoval, nahradil jej Jan Husák), Michaela Šojdrová a Ladislav Šustr (2009 rezignoval, nahradil jej Jan Grůza).
- Zvoleni 2006 (Senát): Jiří Čunek, Adolf Jílek, Václav Koukal, Petr Pithart.
- Zvoleni 2008 (Senát): Nikdo nezvolen.
- 2009–2014 (Evropský parlament): Jan Březina, Zuzana Roithová.
- 2010–2013 (Poslanecká sněmovna): Stranu nikdo nezastupoval.
- Zvoleni 2010 (Senát): Stanislav Juránek, Petr Šilar. Po volbách do klubu vstoupila Miluše Horská (zvolena za Nestraníky), v roce 2012 Miroslav Krejča (zvolen za ČSSD).
- Zvoleni 2012 (Senát): Zdeněk Brož, Jiří Čunek. V roce 2014 byl v doplňovacích volbách zvolen Patrik Kunčar.
- 2013–2017 (Poslanecká sněmovna): Jan Bartošek, Pavel Bělobrádek, Ondřej Benešík, Ivan Gabal, Daniel Herman, Ludvík Hovorka, Jiří Junek, Marian Jurečka, Vít Kaňkovský, Jaroslav Klaška, Petr Kudela, Jiří Mihola, Tomáš Podivínský (2014 rezignoval, nahradila jej Pavla Golasowská), Josef Uhlík.
- 2014–2019 (Evropský parlament): Pavel Svoboda, Michaela Šojdrová, Tomáš Zdechovský.
- Zvoleni 2014 (Senát): František Bradáč, Jiří Carbol, Václav Hampl, Zdeněk Papoušek, Alena Šromová.
- Zvoleni 2016 (Senát): Miluše Horská, Anna Hubáčková, Renata Chmelová, Šárka Jelínková, Lumír Kantor, Petr Šilar, Jaromíra Vítková. Po volbách se členkou klubu stala Jitka Seitlová (zvolena za SZ a KDU-ČSL).
- 2017–2021 (Poslanecká sněmovna): Marian Jurečka, Jan Bartošek, Ondřej Benešík, Pavel Bělobrádek, Jan Čižinský, Pavla Golasowská, Stanislav Juránek, Vít Kaňkovský, Jiří Mihola, Marek Výborný.
- Zvoleni 2018 (Senát): Jiří Čunek, Patrik Kunčar.
- 2019–2024 (Evropský parlament): Michaela Šojdrová, Tomáš Zdechovský.
- Zvoleni 2020 (Senát): Josef Klement, Jitka Seitlová, Josef Bazala.
- 2021–2025 (Poslanecká sněmovna): Marian Jurečka, Tom Philip, Hayato Okamura, Nina Nováková, Jan Bartošek, Šimon Heller, Pavel Bělobrádek, Marek Výborný, David Šimek, Vít Kaňkovský, Romana Bělohlávková, Jiří Horák, Antonín Tesařík, Miroslav Zborovský, Marie Jílková, Karel Smetana, Michael Kohajda, Ondřej Benešík, Róbert Teleky, Aleš Dufek, Pavla Golasowská, Jiří Carbol, Jiří Navrátil.
- Zvoleni 2022 (Senát): Bohuslav Procházka, Miluše Horská, Lumír Kantor, Petr Fiala, Jaromíra Vítková, Eva Rajchmanová, Ivana Váňová
- Zvoleni 2024 (Senát): Jiří Čunek, David Šimek.